# アンパンマン列車

アンパンマン列車のPRボード（高松駅）
※上部に描かれている列車は現存しない

アンパンマン列車（アンパンマンれっしゃ）は、やなせたかし原作のテレビアニメシリーズ『それいけ!アンパンマン』に登場するキャラクターとコラボレーションをした、四国旅客鉄道（JR四国）が保有する鉄道車両（観光列車）の総称である。

## 概要
利用促進を目的として、土讃線を走る特急列車「南風」に投入されたのが嚆矢であり、2024年3月ダイヤ改正後は高徳線・予土線・牟岐線・鳴門線を除くJR四国の全ての路線で何らかのアンパンマン列車が運行されている。うち、「しおかぜ」・「いしづち」・「南風」の1号車普通車指定席区画の座席と「剣山」の「ゆうゆうアンパンマンカー」の座席はアンパンマンシートとされ、天井だけでなく座席、床、デッキとの仕切りドアの壁、カーテンまたはブラインドにキャラクターデザインが施された仕様となっており、マルスでの座席予約枠も編成内の一般席とは異なる枠に収容されている。

## 土讃線アンパンマン列車
節全体の出典:

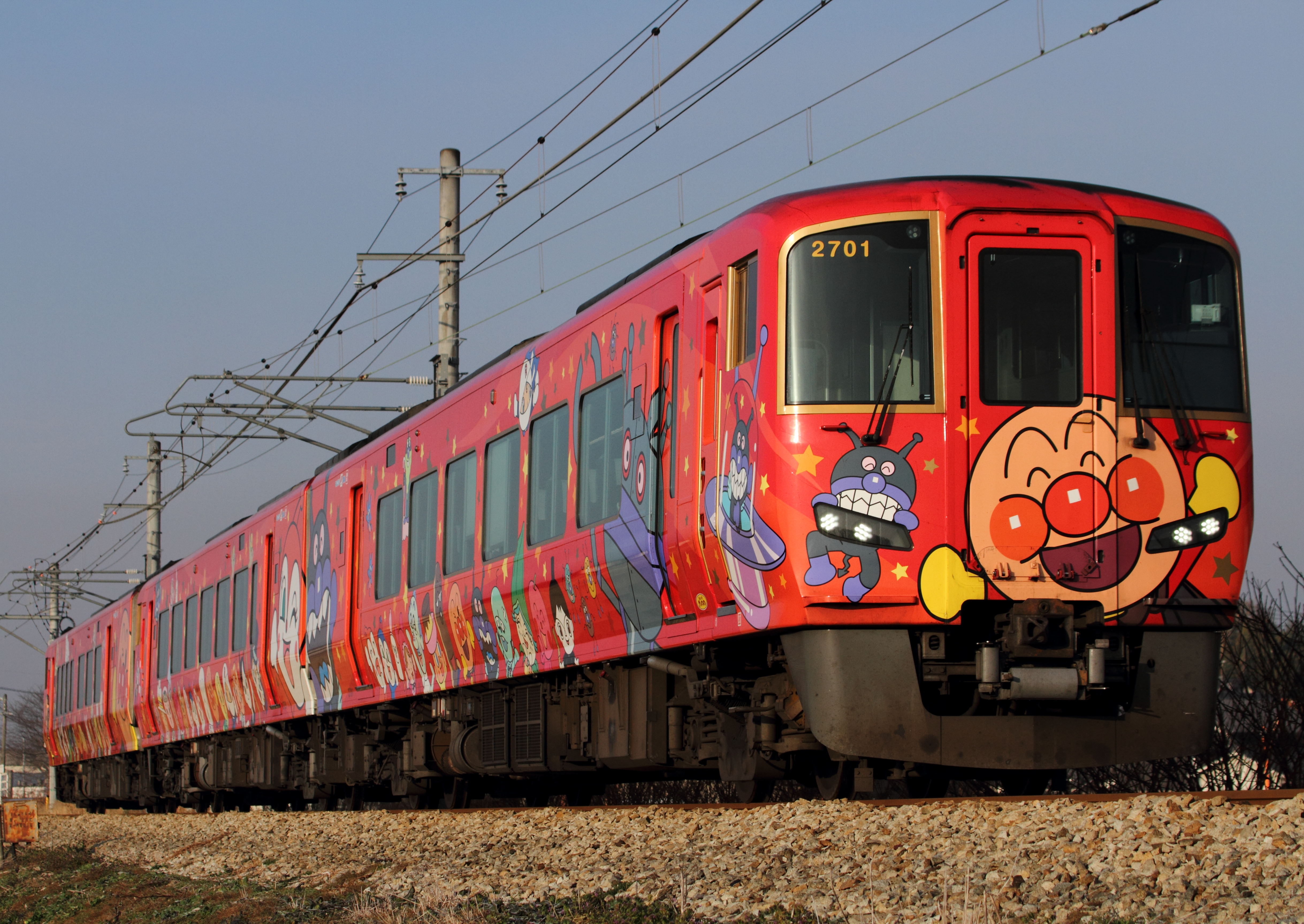
あかいアンパンマン列車（2022年1月）

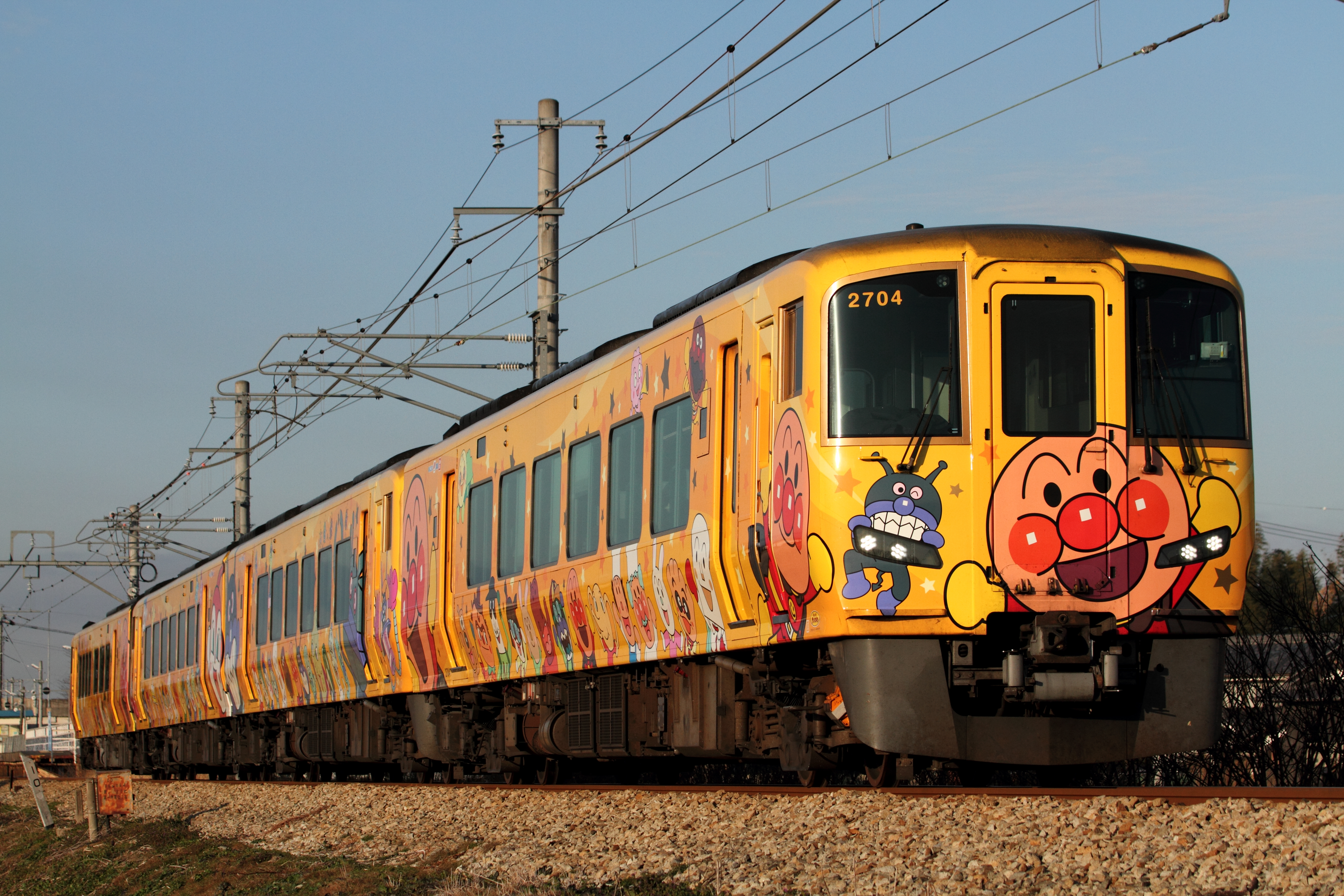
きいろいアンパンマン列車（2022年1月）

土讃線アンパンマン列車は、2000年に運行を開始した。
JR四国が最初に登場させたアンパンマン列車である。

### 運行概況（土讃線）
特急「南風」で運用される。行程には1日3往復の「Aパターン」と2往復の「Bパターン」があり、あかいアンパンマン列車ときいろいアンパンマン列車が隔日で交互に充当されるようになっている。
2000系時代末期には「あしずり」でも用いられたが、2700系への交代で終了した。

### 使用車両（土讃線）
2700系気動車2編成8両体制で、「あかいアンパンマン列車」は2803・2751 ・2701・2703、「きいろいアンパンマン列車」は2804・2752・2702・2704で構成される。1号車後位側には「アンパンマンシート」があり、アンパンマン達を模した座席が配置されている。

#### 過去の使用車両（土讃線）
かつては2000系気動車を使用していた。
最初の編成は2007・2212・2203・2104の4両編成で、当初「土讃線アンパンマン列車（ブルー）」として2000年10月に登場した。続いて2001年3月には2030・2230 ・2231・2130で構成される2号（ピンク）が登場し、この時ブルーが1号となっている。この2号は土佐くろしお鉄道に在籍しており、JR四国以外が保有したアンパンマン列車はこれが唯一だった。
その後2001年10月に1回目、2002年10月に2回目、2003年12月に3回目、2009年10月に4回目のリニューアルが実施された。上記出典において1号は2回目のリニューアルまでは4両であったが、3回目のリニューアルまでに2203が脱車されて3両編成となっていることが確認できる。
また、3回目のリニューアル後の2008年10月には 「アンパンマンシート」が2000形後位に設けられた。このとき2006がJR四国色のまま車内のみアンパンマンシート化され、引退まで予備車として運用されていた。

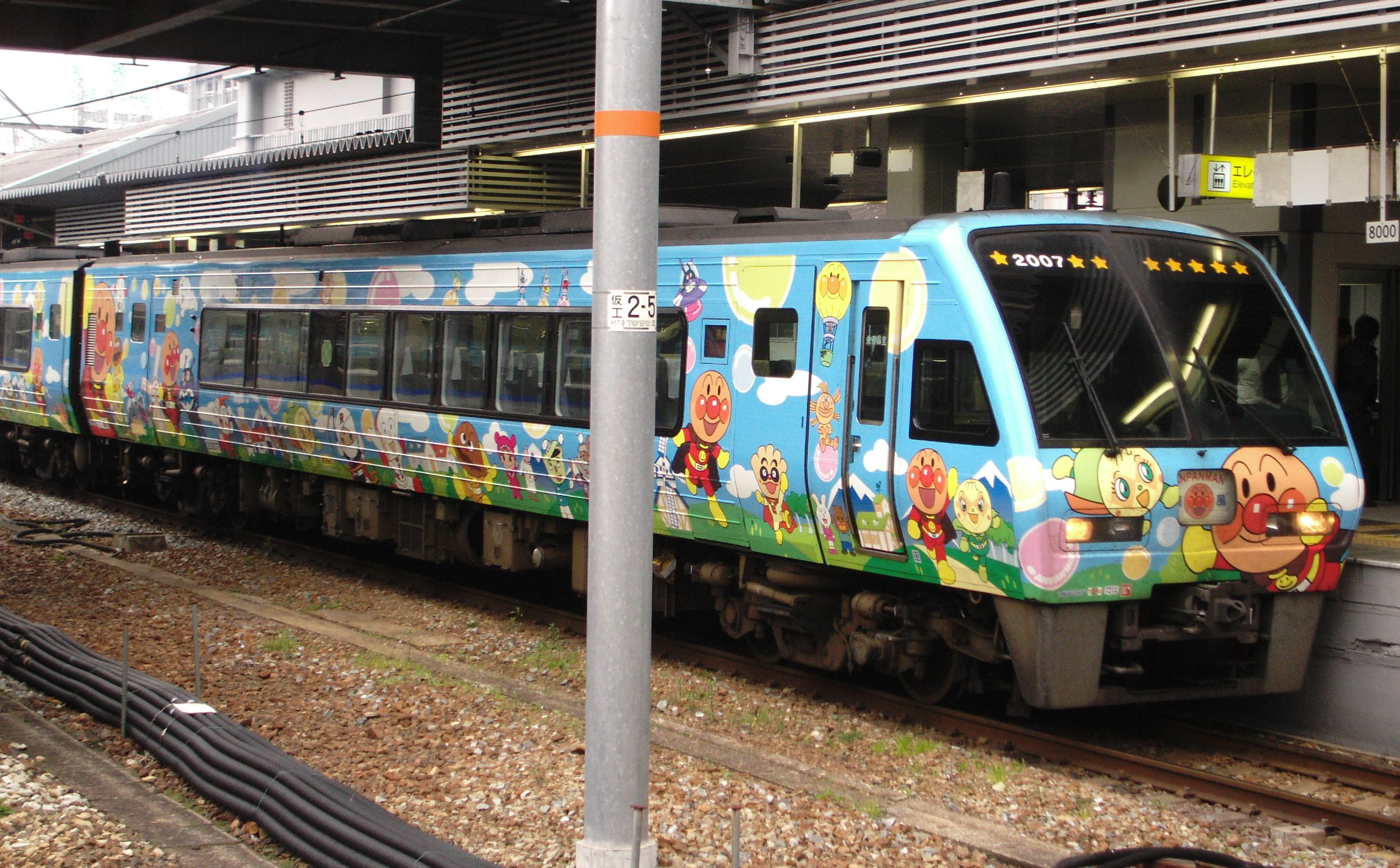
「4代ブルー」(2007)
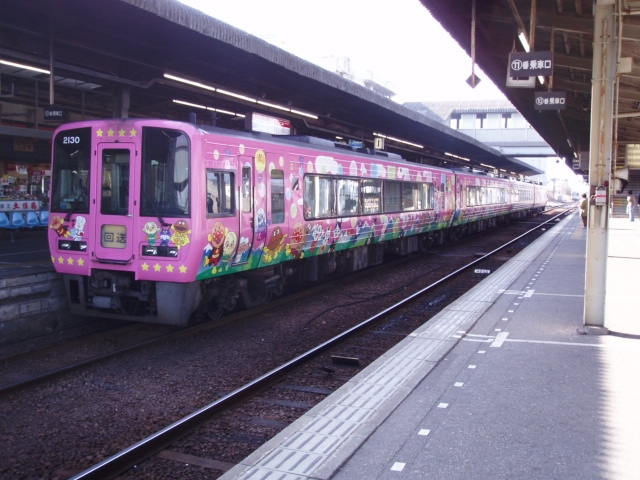
「4代ピンク」(2130)
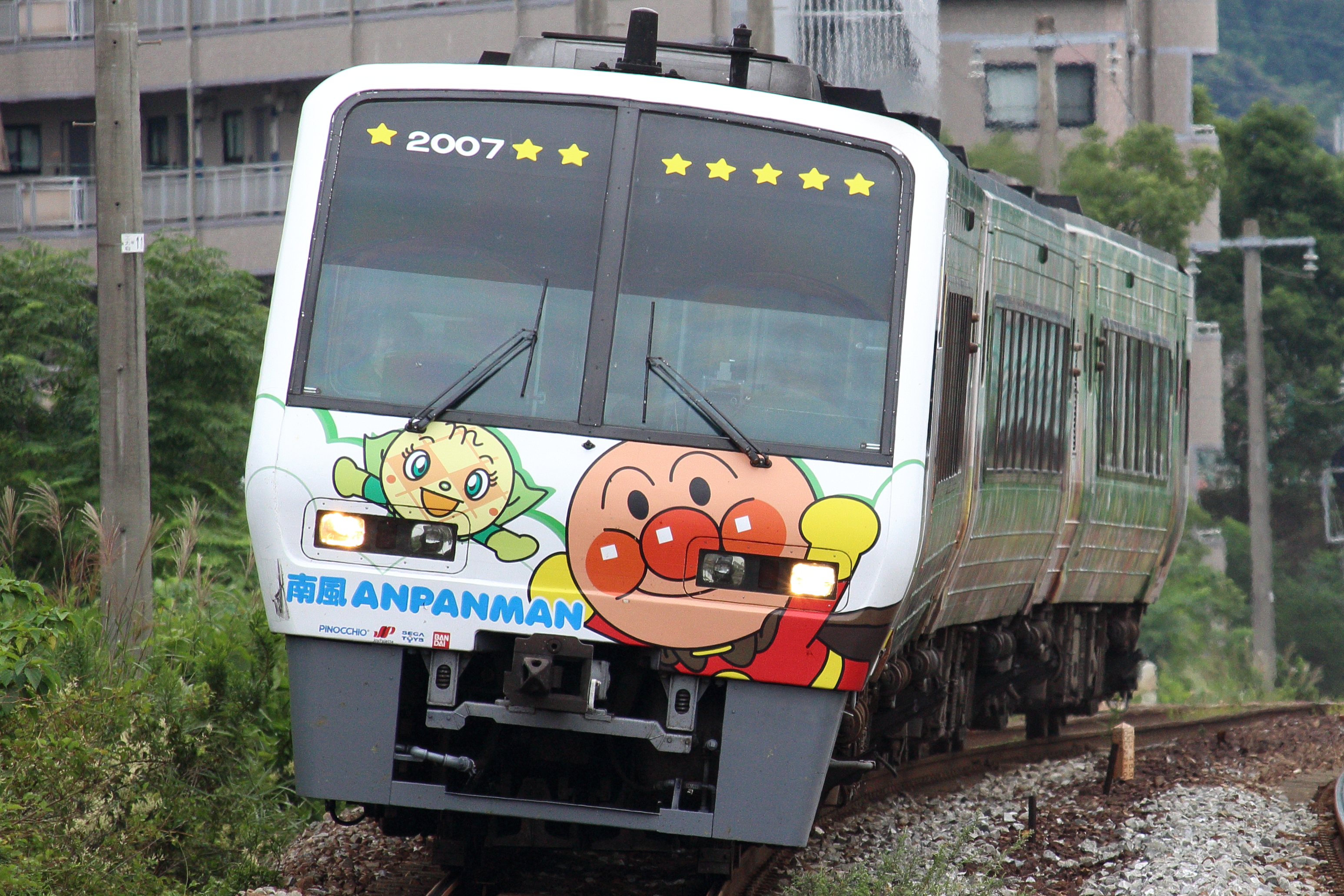
「5代グリーン」(2007)
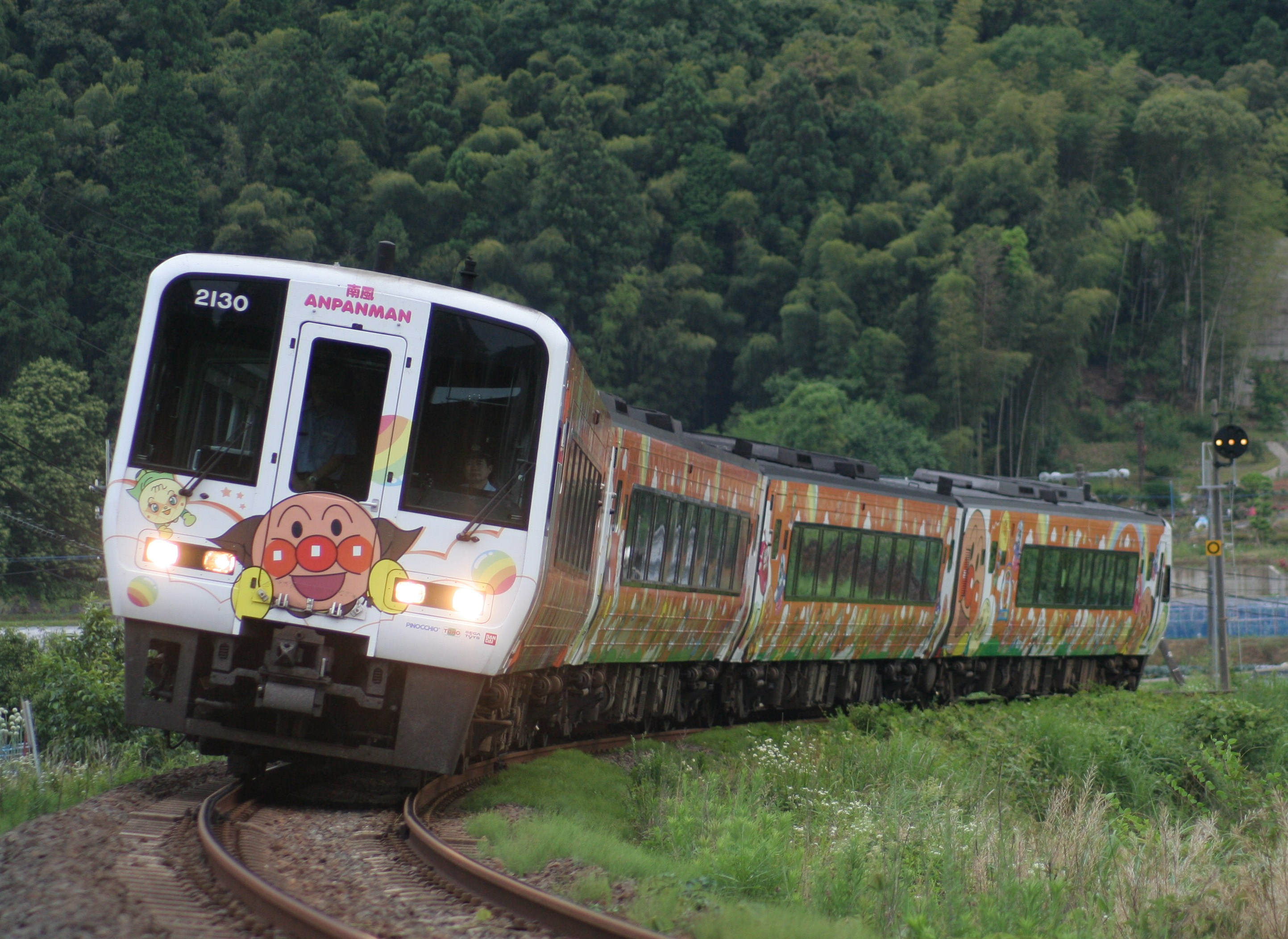
「5代オレンジ」(2130)

約20年にわたって運行されたが、先述した2700系が登場したことにより、2000系のアンパンマン列車は2020年に引退となった。

## 予讃線アンパンマン列車
節全体の出典:

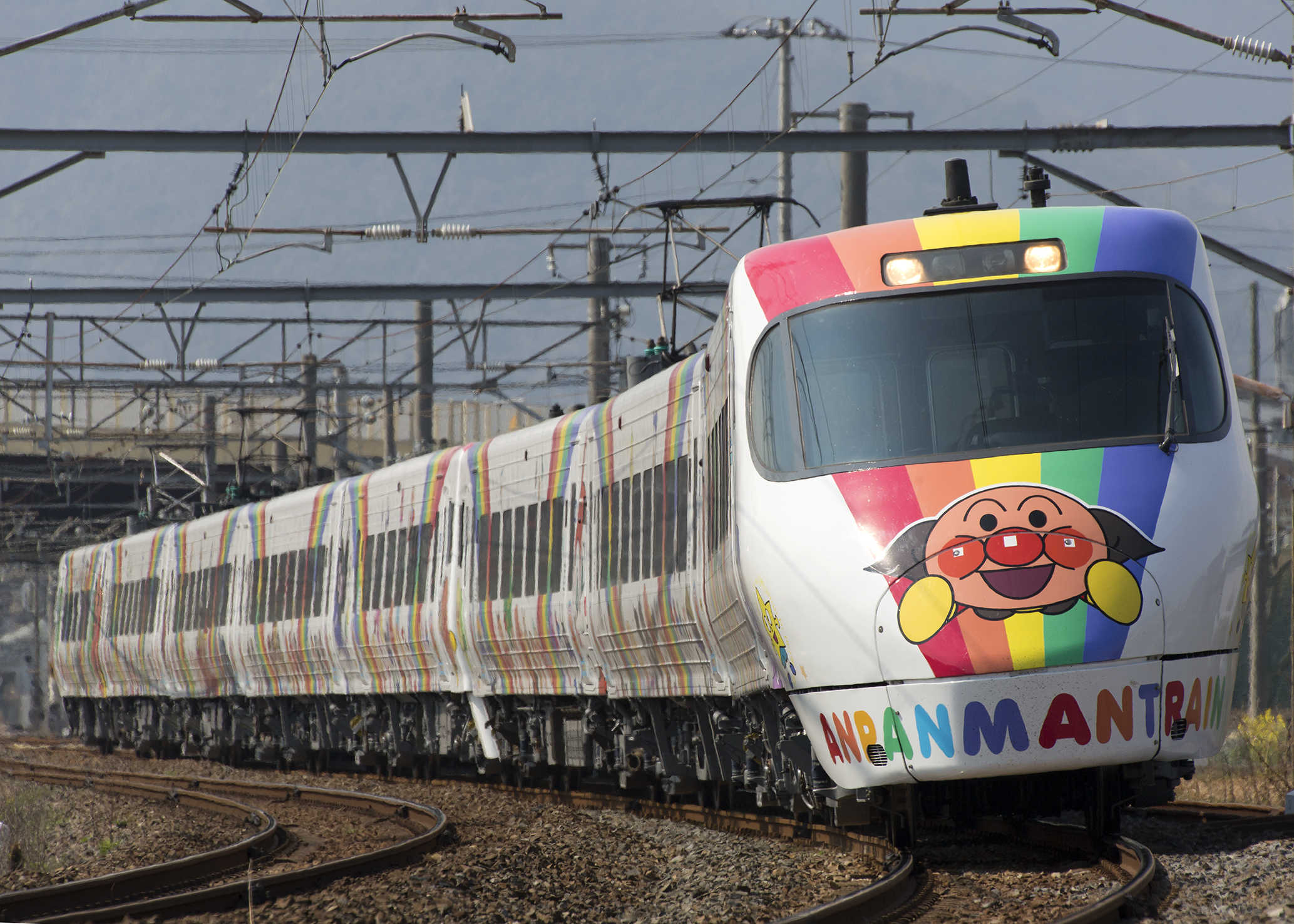
8000系アンパンマン列車（2016年5月）

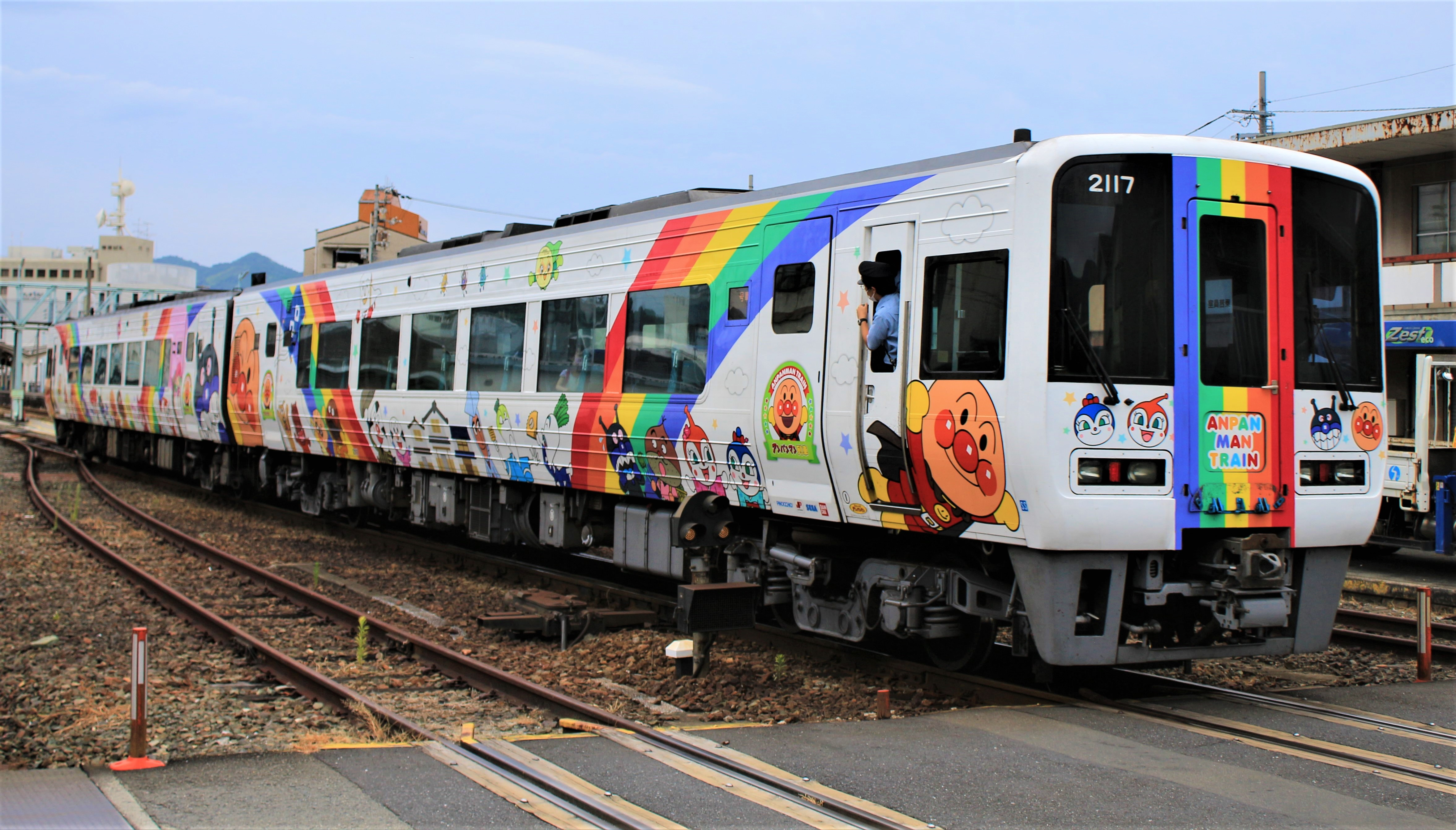
宇和海アンパンマン列車（2021年8月）

予讃線アンパンマン列車は、2001年に運行を開始した。
「8000系アンパンマン列車」と「宇和海アンパンマン列車」で構成される3編成10両体制で、アンパンマン列車では最も車両数が多い。

### 運行概況（予讃線）
8000系アンパンマン列車は「しおかぜ」9・10・21・22号、「いしづち」9・10・21・22・101・104号、「モーニングEXP松山」で運転される。このうち「しおかぜ」全列車と「いしづち」101・104号（一部運転日を除く）にはアンパンマンシートの設備がある。
宇和海アンパンマン列車は「宇和海」4・5・10・11・16・17・22・23号で運転される。後述の通り、アンパンマンシートはない。
なお、後述の2000系10両時代は「しおかぜ」「いしづち」「宇和海」のみでの運行だった。また、8000系アンパンマン列車は当初「ミッドナイトEXP松山」でも運行されていたが、同列車が2021年に廃止となったために終了となった。

### 使用車両（予讃線）
8000系アンパンマン列車は、その名の通り8000系電車のL3編成（5両編成）・S3編成（3両編成）が充当されている。このうちL3編成1号車後位の普通車指定席はアンパンマンシートで、「虹」を取り込んだ座席を装備するほか、デッキや洗面台・トイレにもアンパンマンの装飾がされている。
宇和海アンパンマン列車は2000系気動車による運行で、2117・2152の2両が使用されている。
両列車とも白背景に虹とアンパンマンのキャラクターを配した外観に統一されている。

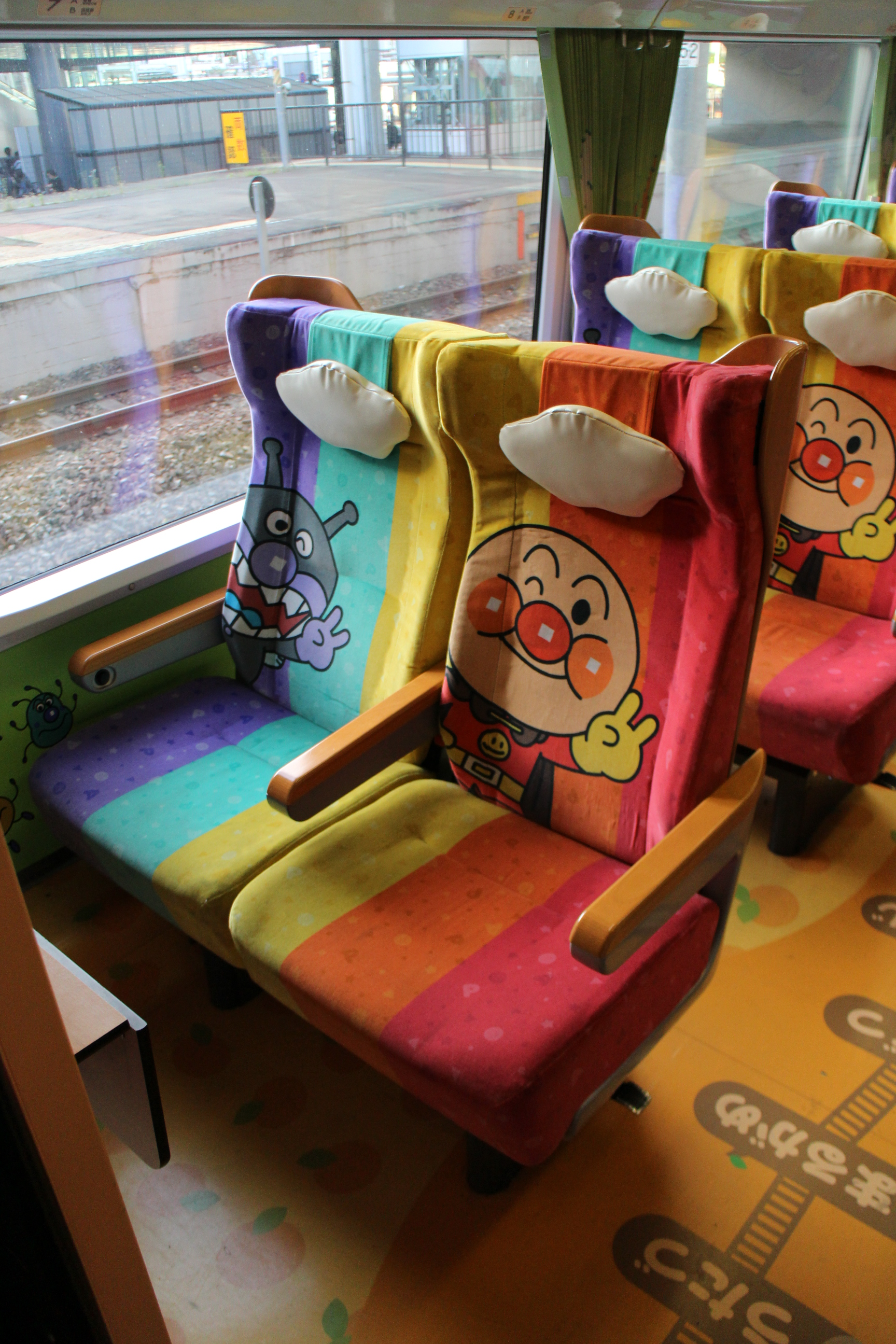
8000系アンパンマン列車のアンパンマンシート

#### 過去の使用車両（予讃線）
かつては「しおかぜ」「いしづち」「宇和海」をすべて2000系で運行しており、1両ごと異なる愛称を持つ以下の11両が運転されていた（愛称は登場時点）。
2000形
- ばいきんまん号：2004
- ドキンちゃん号：2005

2100形
- カレーパンマン号：2107
- しょくぱんまん号：2109
- クリームパンダ号：2110
- メロンパンナちゃん号：2113

2150形
- ロールパンナ号：2152

2200形
- おむすびまんトリオ号：2204
- どんぶりまんトリオ号：2208
- あかちゃんまん号：2210
- パンこうじょうのなかま号：2217

初代予讃線アンパンマン列車は2001年10月に登場した。先頭車は前面に各キャラクターのイメージカラーが配されていたが、側面はキャラクターが貼られているだけで、上部は水色の帯がそのままであった。なおこの姿で運用された期間はわずか1年間であった。
登場から1年後の2002年10月に最初のリニューアルが行われた。この代からキャラクターのイメージカラーが全体にラッピングされるようになり、側面には車体を大きく使って「ANPANMAN」の文字が配された。このリニューアルで「メロンパンナちゃん号」が「メロンパンナ号」となっている。2005年10月には2000形の「ばいきんまん号」と「ドキンちゃん号」にアンパンマンシートが設置された。両者は座面デザインは同一だが、背面テーブル裏や化粧板の装飾に差異があった。

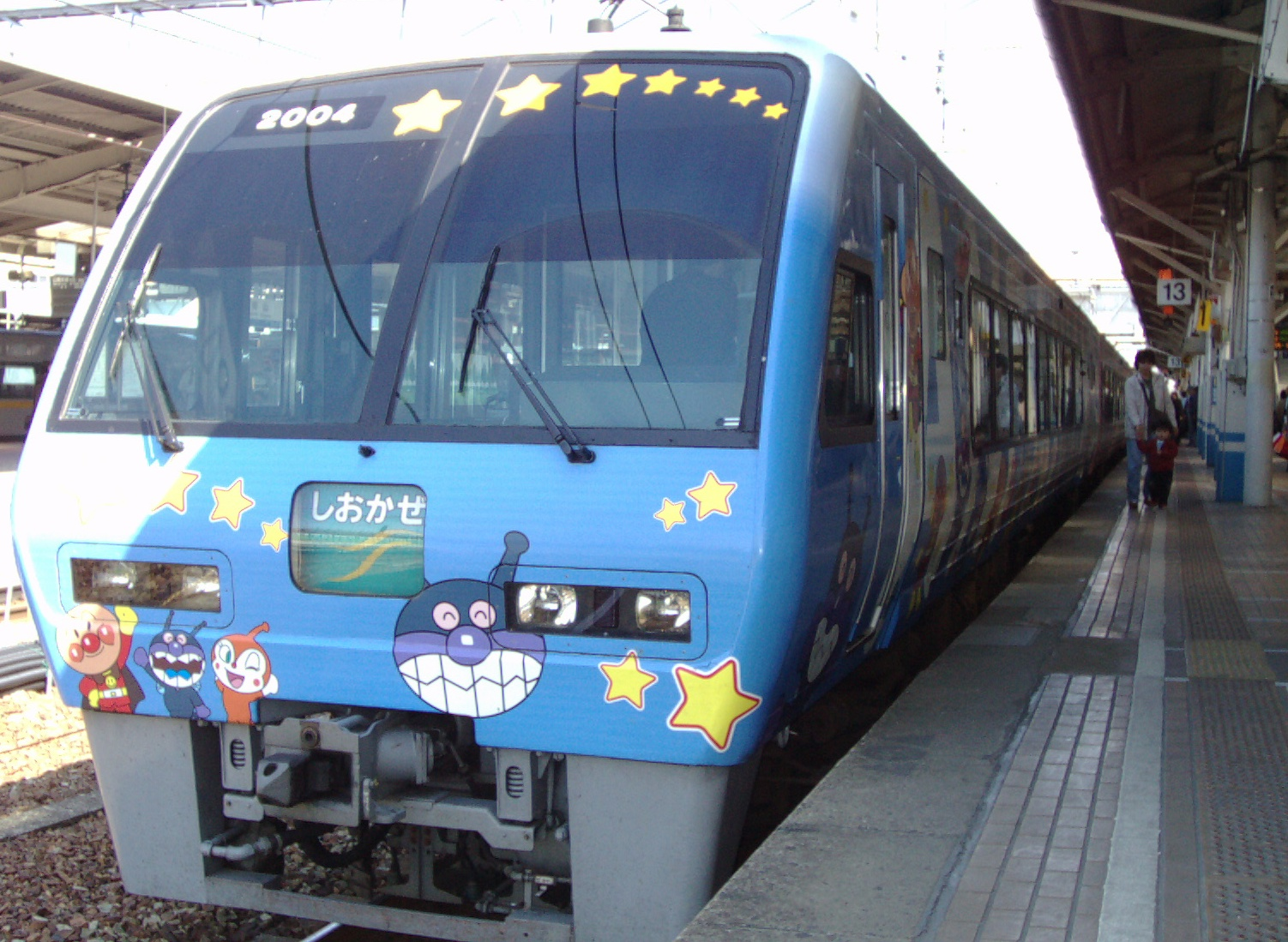
「2代ばいきんまん号」 (2004)
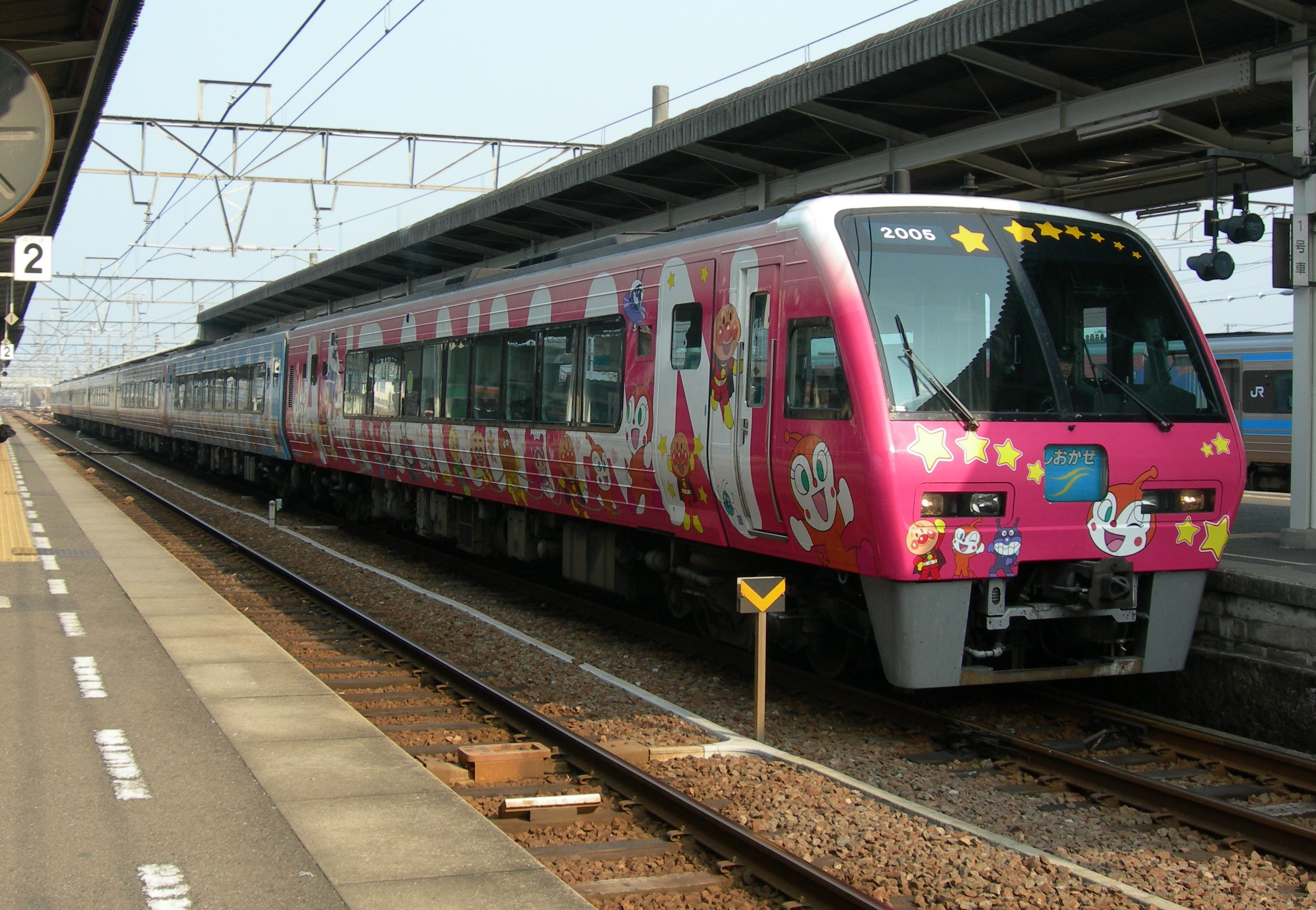
「2代ドキンちゃん号」 (2005)
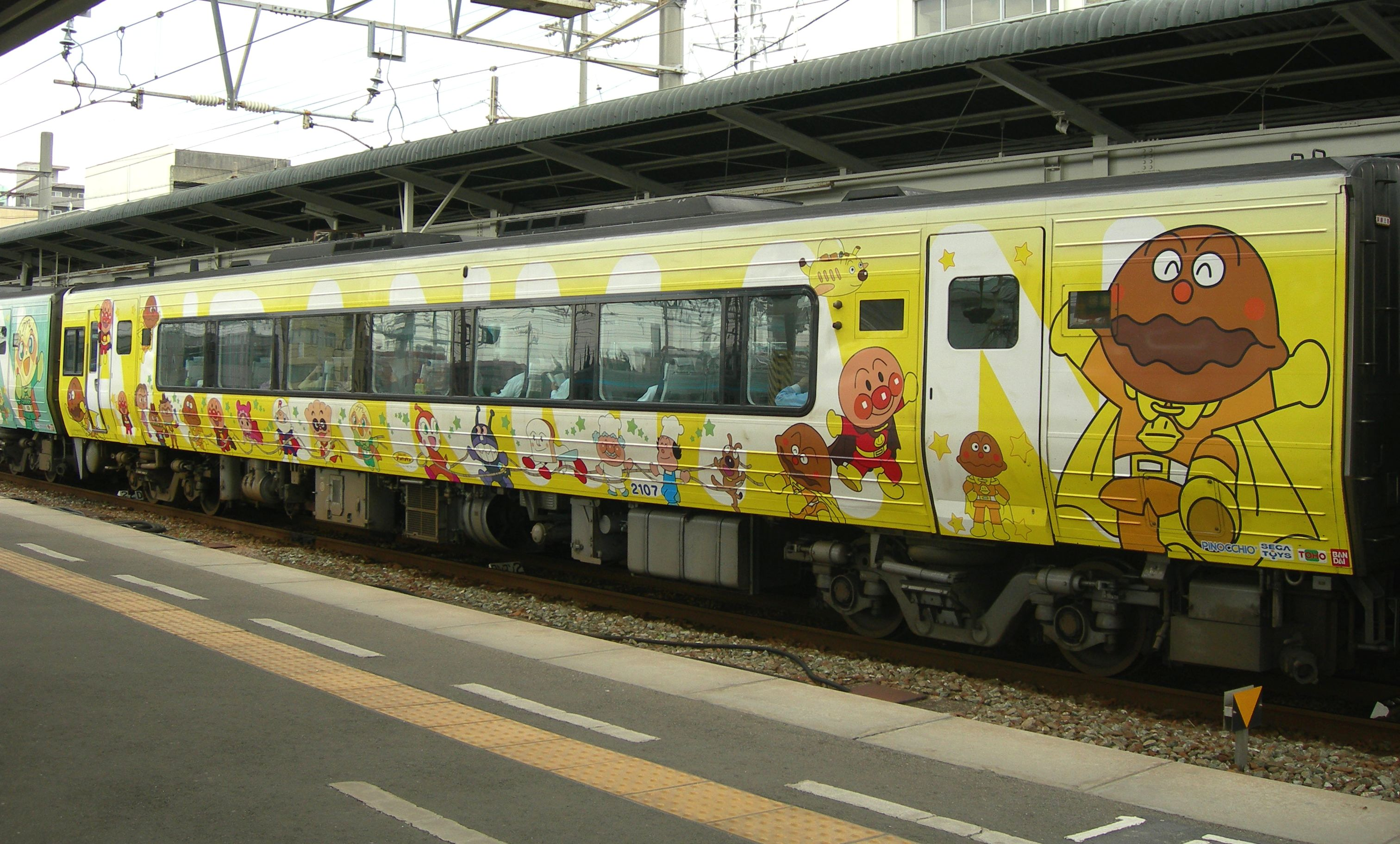
「2代カレーパンマン号」 (2107)
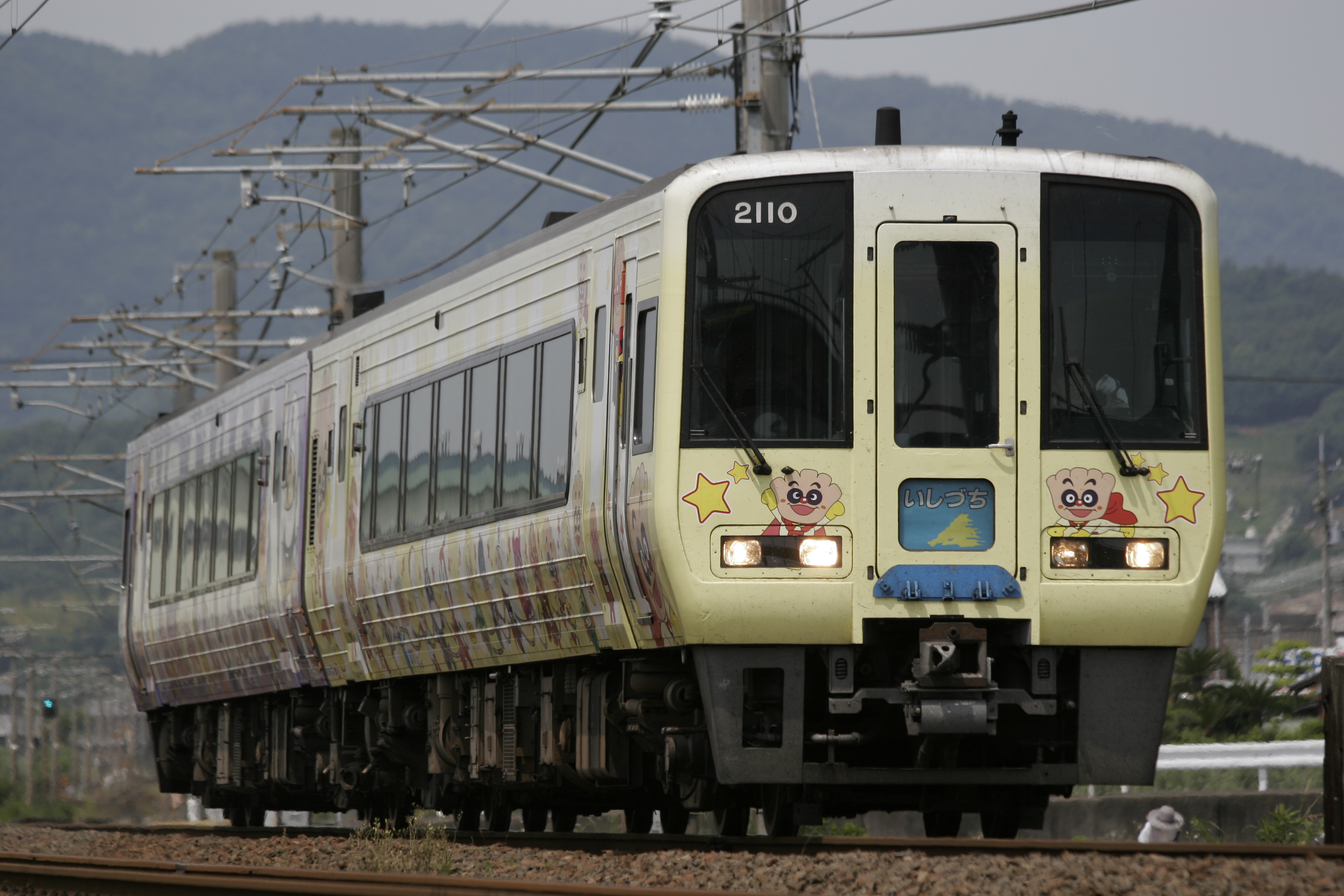
「2代クリームパンダ号」 (2110)
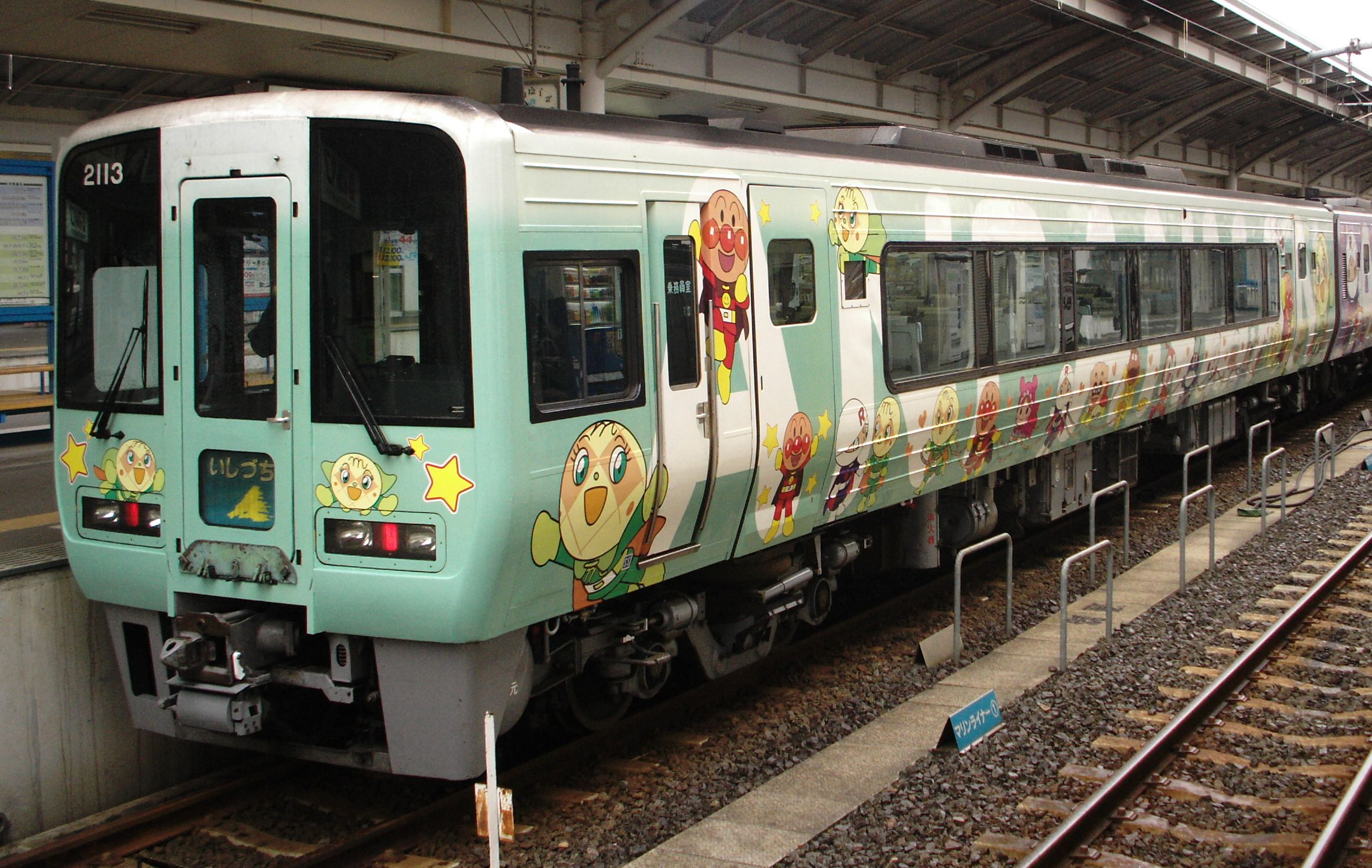
「2代メロンパンナ号」 (2113)
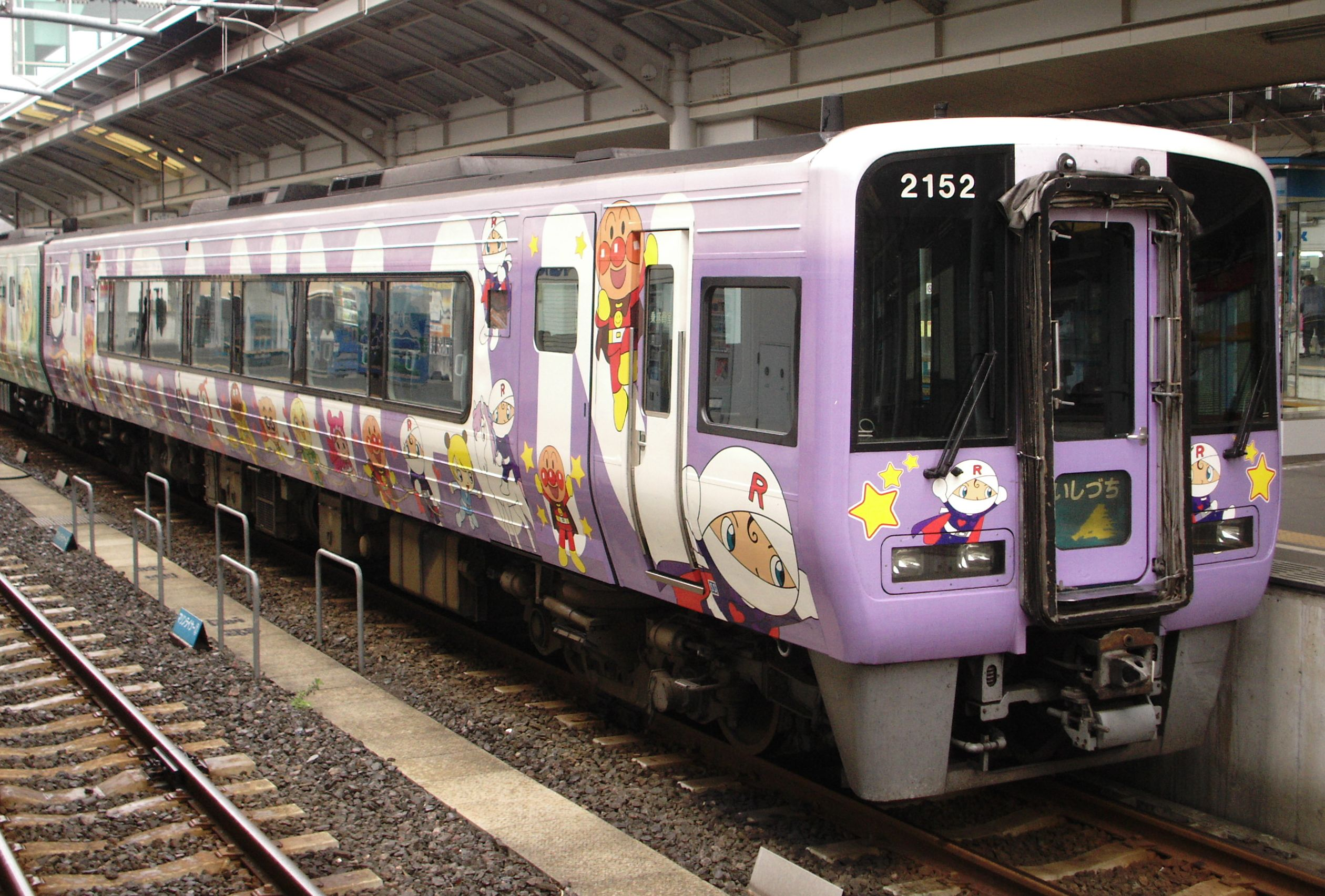
「2代ロールパンナ号」 (2152)
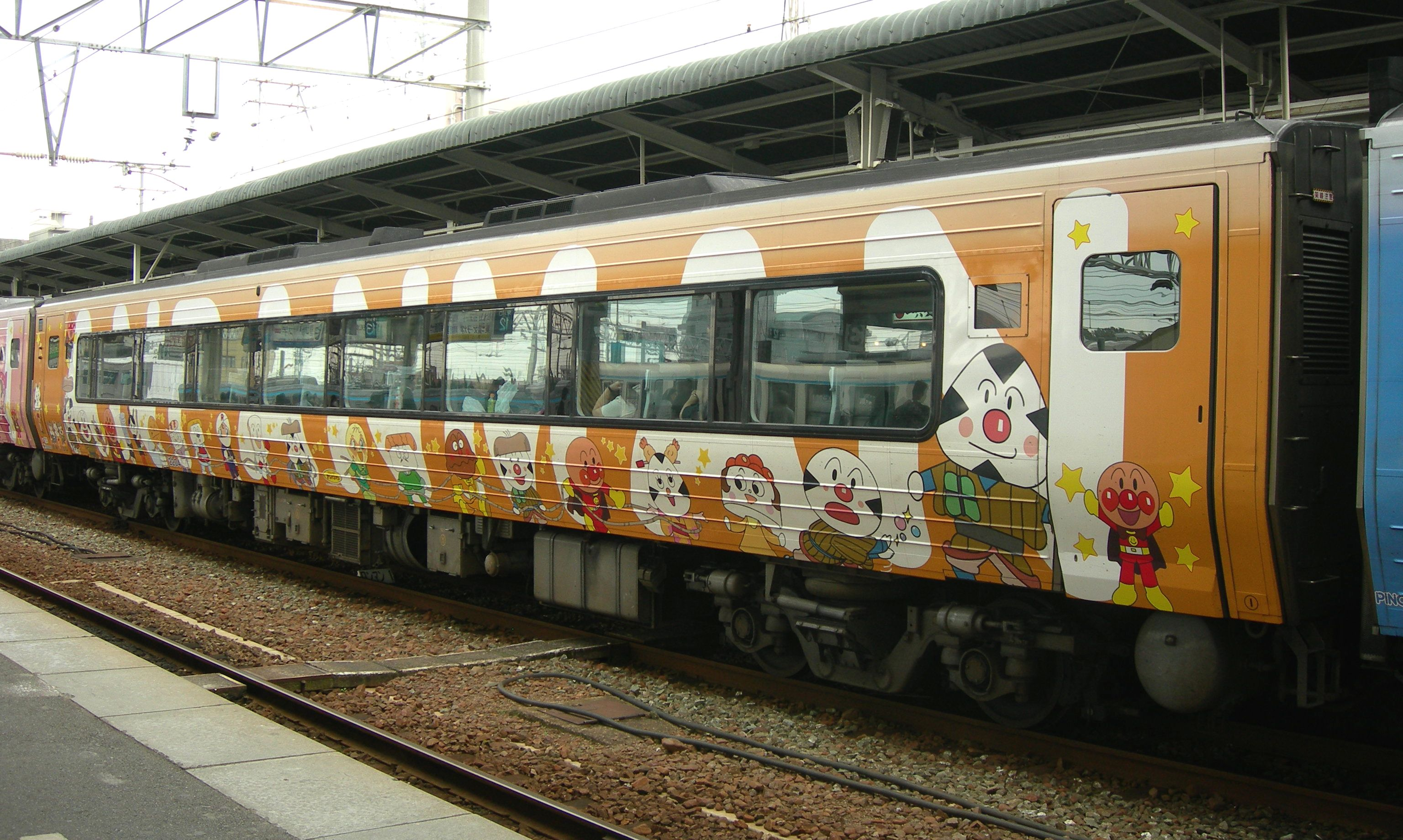
「2代おむすびまんトリオ号」 (2204)
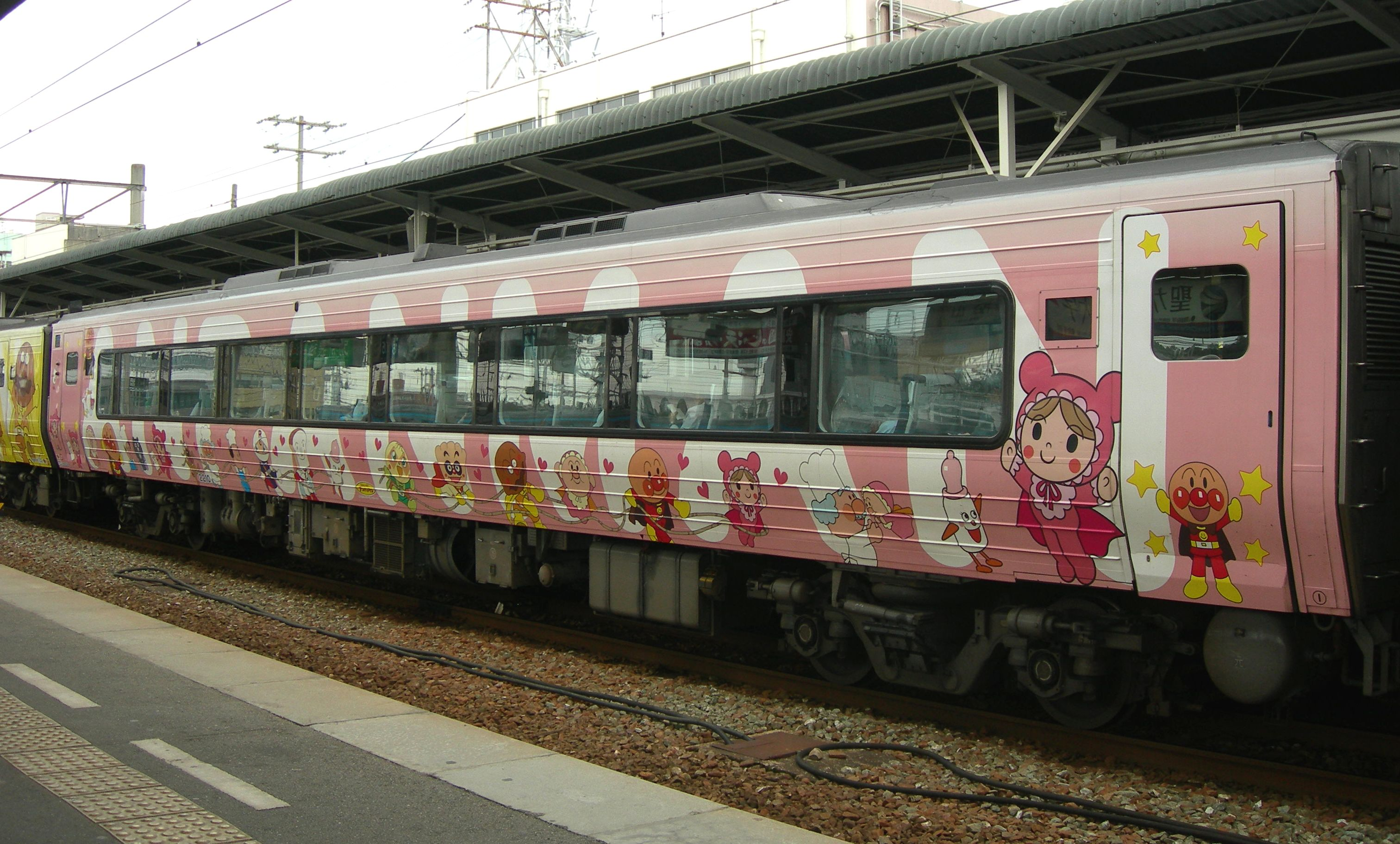
「2代あかちゃんまん号」 (2210)
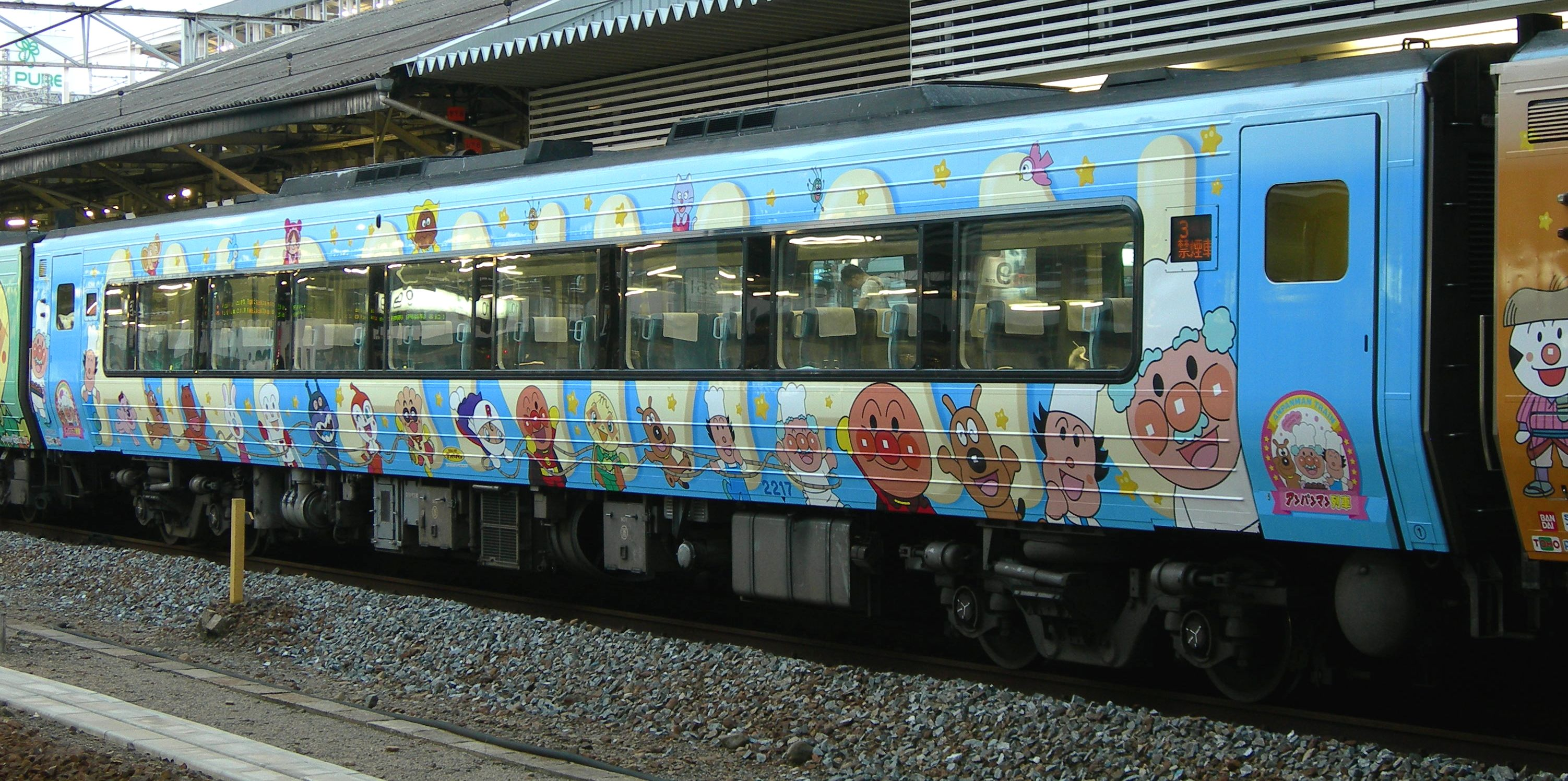
「2代パンこうじょうのなかま号」 (2217)

2010年10月に2回目のリニューアル。「ばいきんまん号」と「ドキンちゃん号」の前頭部はパステルカラーでそれぞれのキャラクターを大書きしたものに変更されているほか、「ANPANMAN」の文字が僅かに黄色みがかったものになった。
2012年10月に3回目のリニューアル。全車が白基調の外観とされ、逆に「ANPANMAN」の文字が各キャラクターのイメージカラーとなっている。またこのリニューアルで「おむすびまんトリオ号」は「おむすびまん号」になった。2013年12月にはアンパンマンシートのリニューアルが行われ、2両でモケットが区別されるようになり、背面テーブル裏にゲームのシールを貼るなどの変更が加えられた。
その後2016年3月26日のダイヤ改正で「しおかぜ」「いしづち」の運用が8000系アンパンマン列車に置き換えられたことで大半の車両がアンパンマン列車から撤退し一般色化され、残った「カレーパンマン号」「ロールパンナ号」「おむすびまん号」の3両はもっぱら「宇和海アンパンマン列車」と呼ばれるようになり、引き続き4代目の外観で「宇和海」で運行した。

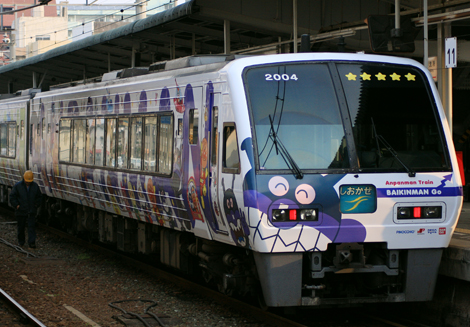
「4代ばいきんまん号」 (2004)
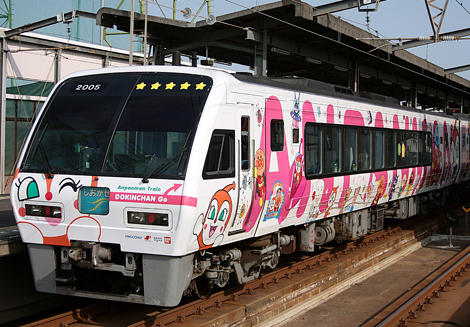
「4代ドキンちゃん号」 (2005)
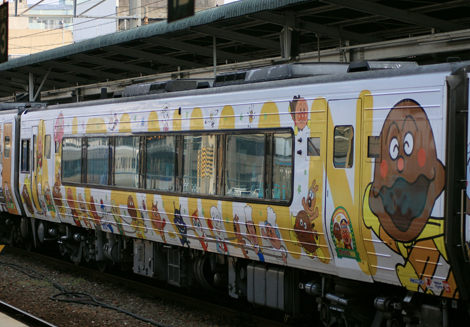
「4代カレーパンマン号」 (2107)
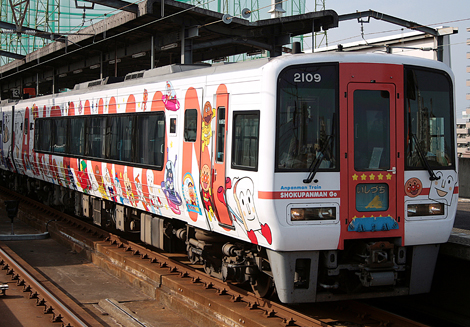
「4代しょくぱんまん号」 (2109)
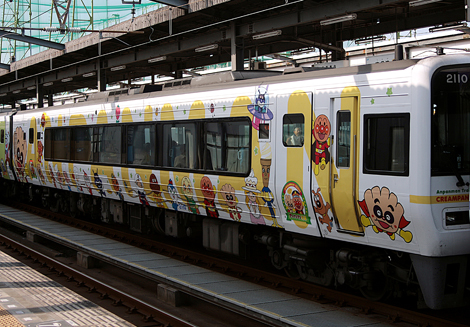
「4代クリームパンダ号」 (2110)
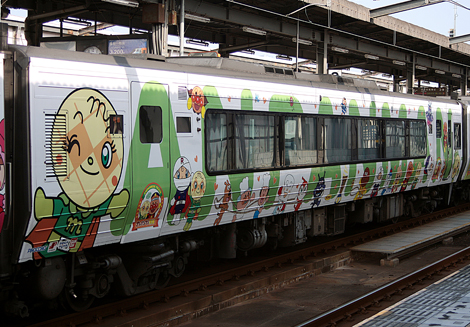
「4代メロンパンナ号」 (2113)
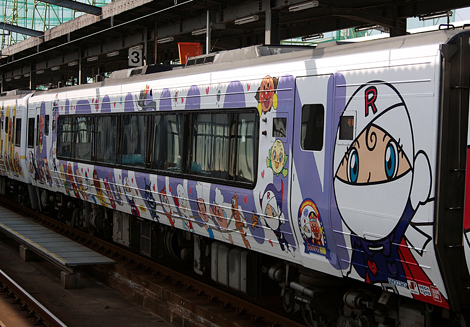
「4代ロールパンナ号」 (2152)
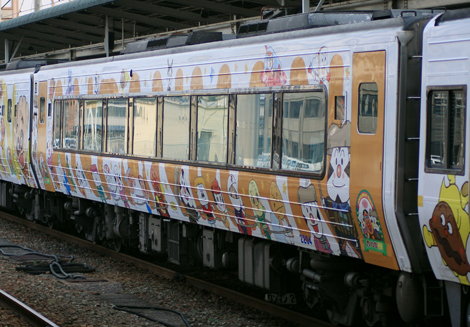
「4代おむすびまん号」 (2204)
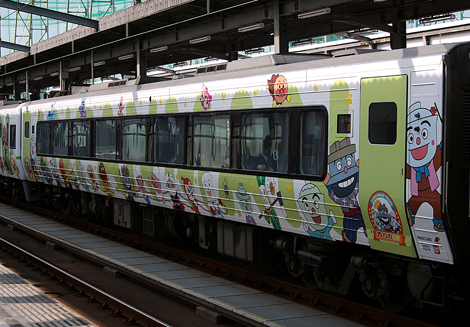
「4代どんぶりまんトリオ号」 (2208)
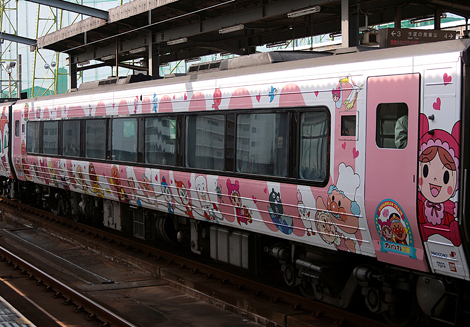
「4代あかちゃんまん号」 (2210)
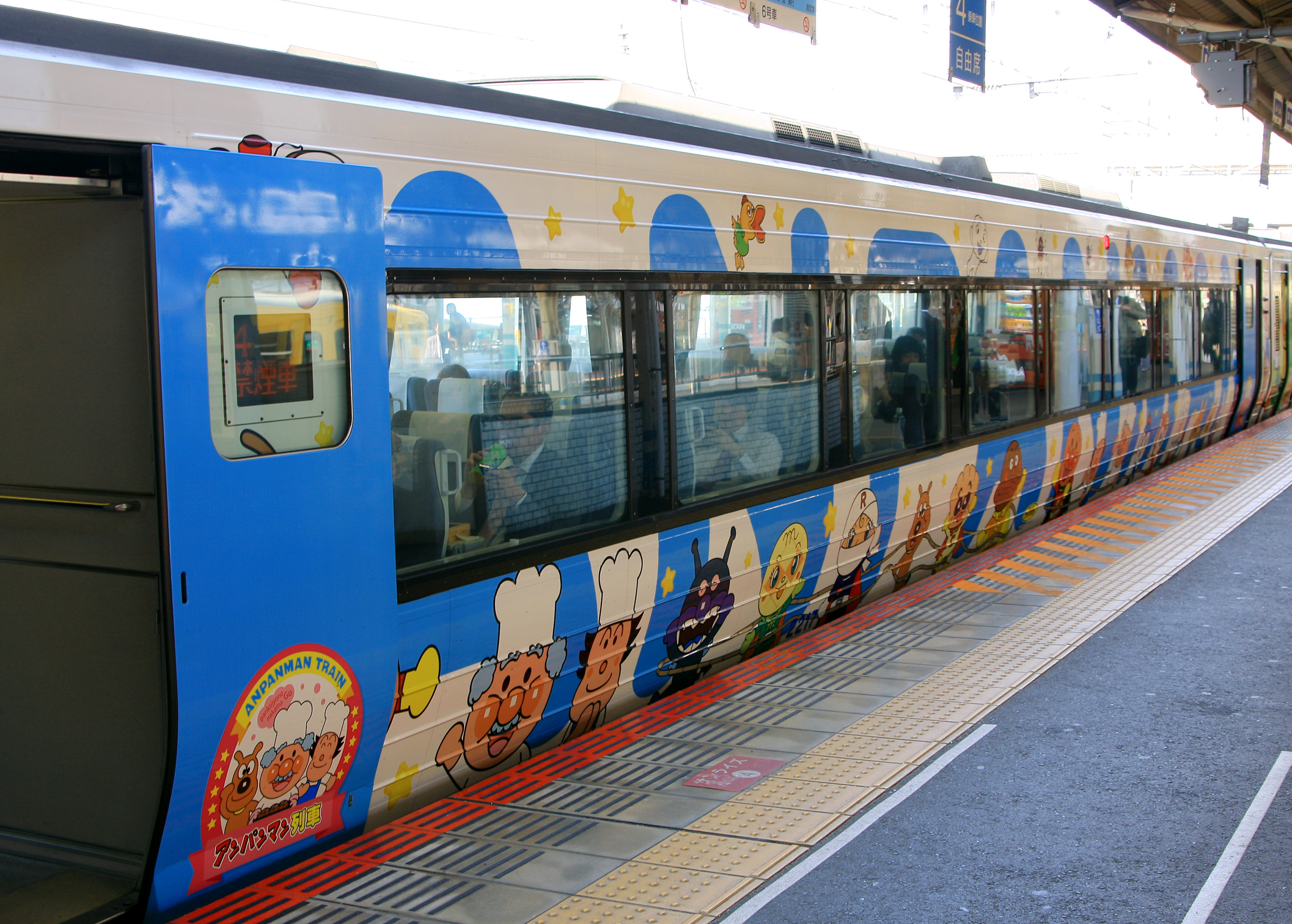
「4代パンこうじょうのなかま号」 (2217)

2019年9月には4度目のリニューアル（現行）に伴って2117が新たにアンパンマン列車となる一方、2107と2204の2両は運用から外れて廃車解体されている。

## ゆうゆうアンパンマンカー
節全体の出典:

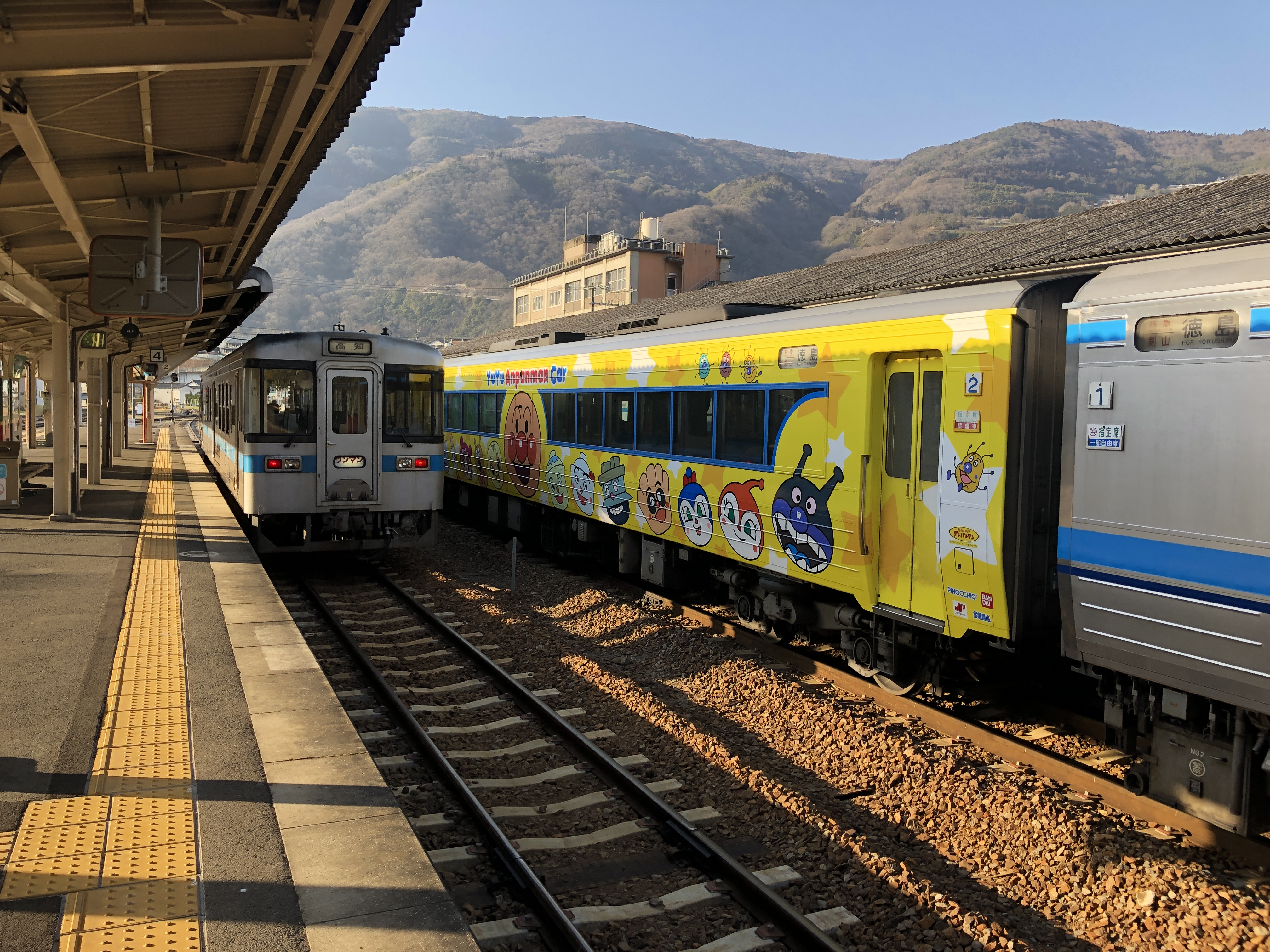
ゆうゆうアンパンマンカー（右、2021年2月）

ゆうゆうアンパンマンカーは、2002年10月6日に運行を開始した。
車両1両の半分以上を使用した広いプレイルームを設けていることが大きな特徴である。

### 運行概況（ゆうゆう）
土休日を中心に、特急「剣山」6・8号に1両連結される。
普通車指定席扱いであるが、マルス端末には元列車と別枠で登録されているため、アンパンマンカーへの乗車を希望する場合は特急券購入時に申し出る必要がある。
※高徳線での運行は2024年3月10日をもって終了。

### 使用車両（ゆうゆう）
高松運転所所属のキロハ186-2が用いられている。車両記号の座席等級にはグリーン車を表す「ロ」を含むが、先述の通り普通車指定席扱いである。
車内の旧グリーン車部分は普通車指定席、旧普通車部分はプレイルームとなっている。プレイルームには電車ごっこ用の線路イラストや、アンパンマン達の顔が描かれたクッションなどが用意されている。また、壁面にはやなせたかし直筆のサインとイラストが貼られている。
他のアンパンマン列車と違い中間車1両のみであるため、運用時は前後に一般車を連結した状態で運転される。

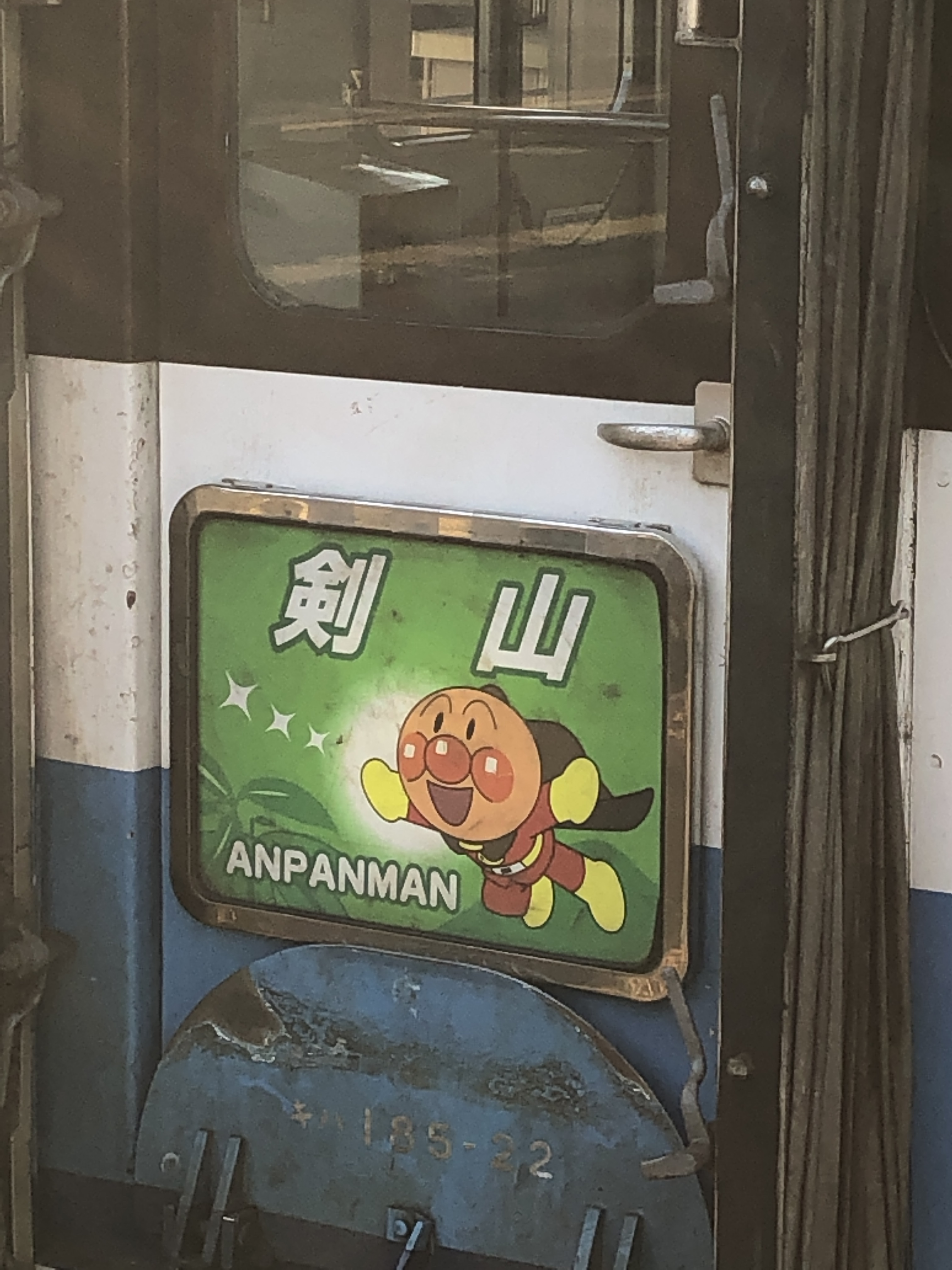
ゆうゆうアンパンマンカーを連結した「剣山」のヘッドマーク
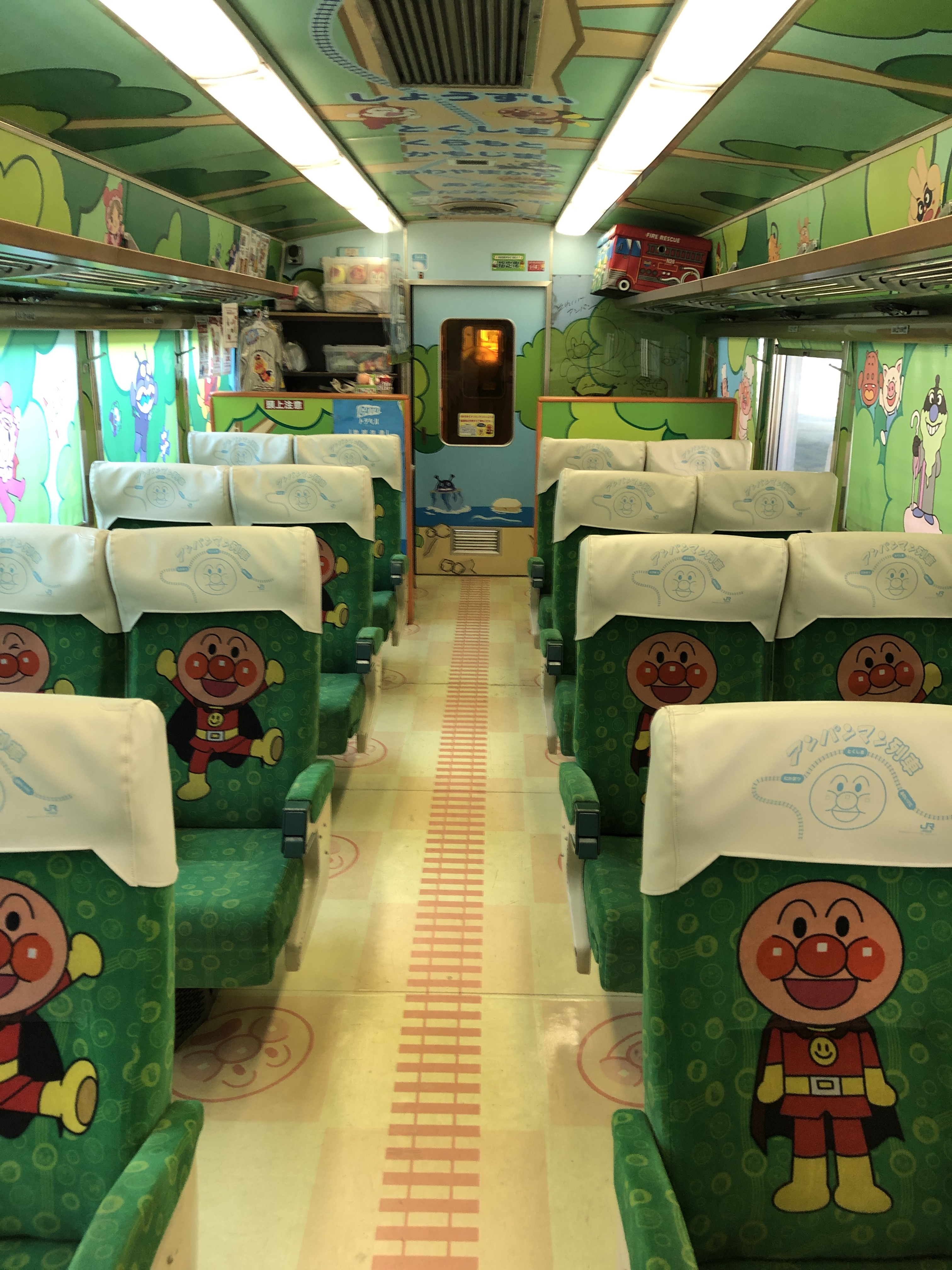
半室の座席

#### 過去の使用車両（ゆうゆう）
登場時は濃いブルー基調で、無数のアンパンマンキャラクターが描かれた外装だった。
その後2007年10月に行われたリニューアルではブルー基調が維持されたものの、キャラクターの配置が変更された。
さらに2017年10月には2度目のリニューアルがされ、「えがお」をイメージした黄色ベースへと一新されて現在に至る。

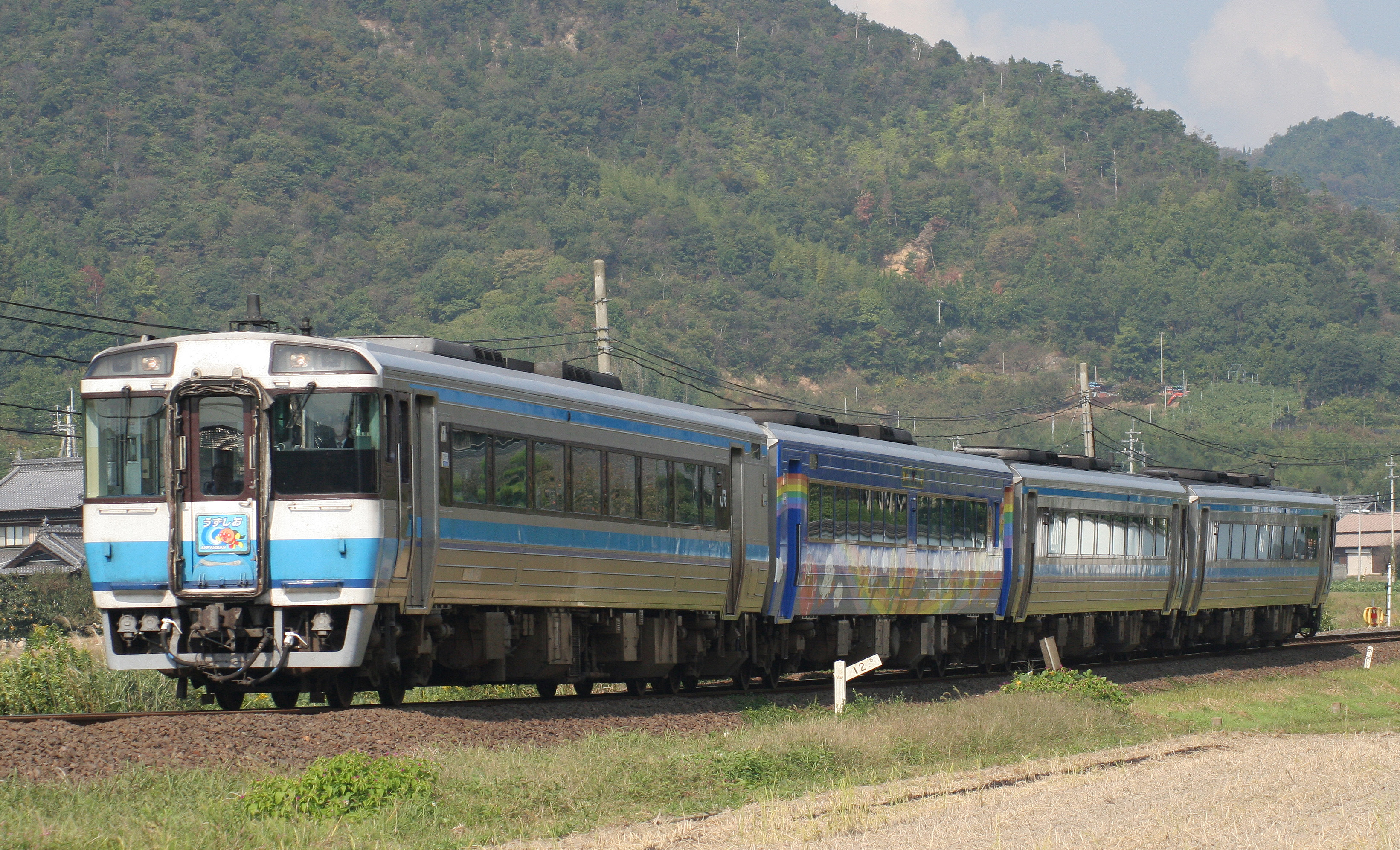
前から2両目が2代目ゆうゆうアンパンマンカー （2008年10月）

## 瀬戸大橋アンパンマントロッコ
節全体の出典:

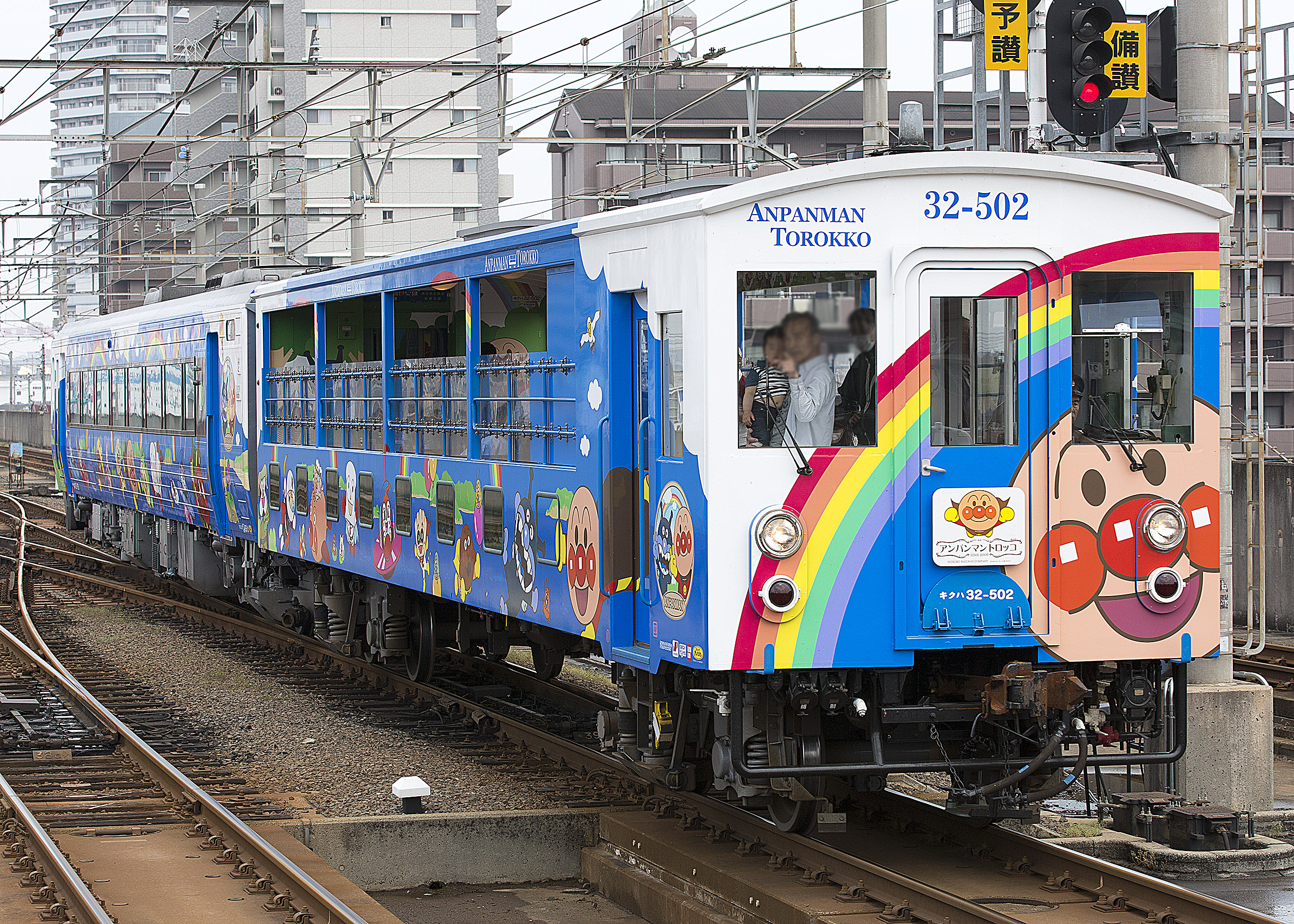
トロッコ車

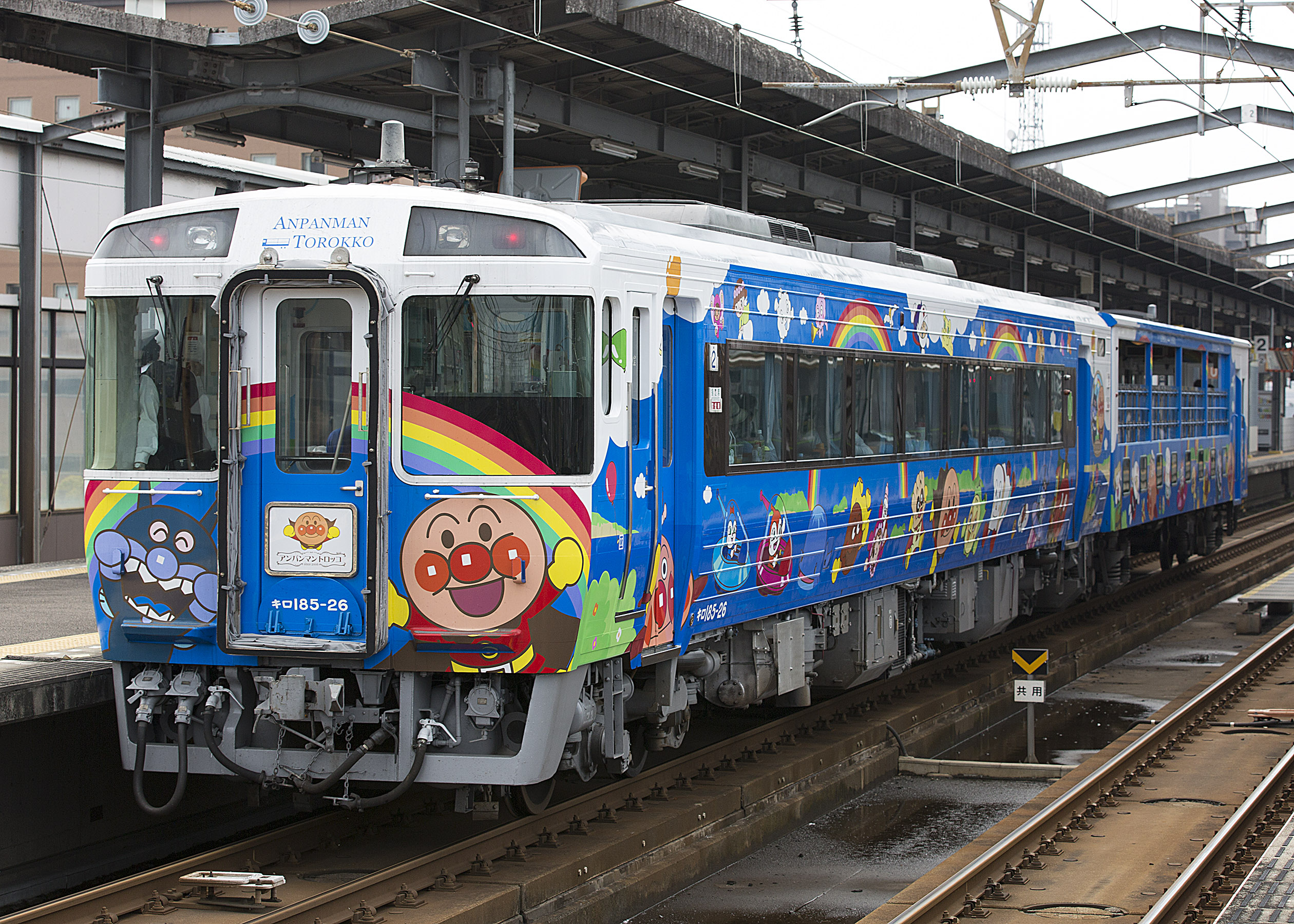
控車（ともに2015年5月）

瀬戸大橋アンパンマントロッコは、2006年に運行を開始した。
瀬戸大橋のトロッコ列車で運用していたキクハ32形気動車を改造し、「環境にやさしい鉄道」をPRすることがコンセプトのアンパンマン列車としてデビューさせた車両である。

### 運行概況（トロッコ）
同名の臨時普通列車「瀬戸大橋アンパンマントロッコ」で運行される。アンパンマン列車の中では唯一特急列車で運用されず、定期列車での運用も持たない。
リニューアル以降は全車グリーン車指定席である。後述の通り控車とトロッコ車の座席番号がほぼ同じとなるように改装されたため、座席は控車基準で指定される。
2往復が運行されており、1号・4号は岡山駅 - 琴平駅間、2号・3号は岡山駅 - 高松駅間での運行である。普通列車扱いであるが、並行する快速・特急列車並みの通過駅が存在する。「高松 → 岡山 → 琴平 → 岡山 → 高松」と運用されるため、高松便は朝と夕方、琴平便は日中時間帯での運行となる。
冬季（12月から2月）間は運転されない。
停車駅
琴平便（1・4号）
岡山駅 - 児島駅 - 宇多津駅 - 多度津駅 - 善通寺駅 - 琴平駅
トロッコ乗車区間は児島駅 - 琴平駅間。
高松便（2・3号）
岡山駅 - 児島駅 - 坂出駅 - 鴨川駅 - 端岡駅 - 高松駅
トロッコ乗車区間は児島駅 - 坂出駅間。

### 使用車両（トロッコ）
運行開始以降キクハ32-502がトロッコ車として使用されているほか、2015年のリニューアルからは控車としてキロ185-26が用いられている。トロッコ車と控車で車両記号の等級が異なるが、控車の座席が指定されるため全車グリーン車扱いである。
トロッコ車であるキクハ32の車内構成は登場時から大きく変わっておらず、車両下を眺められるシースルー部分も存置されている。しかし座席端にはアンパンマン達を模した木製の手すりが新たに設けられ、前位側には日付ボードを持ったアンパンマンの立像が設置されるなどの小規模な改造が行われている。
控車であるキロ185には車内の座席配置をトロッコ車と合わせる改造がされており、グリーン車としては異例のボックスシートとなっている。車体長に比して座席定員は48と少なく、余剰スペースにはアンパンマンの本棚や売店のほか、多目的ルームやベビーカー置き場など保護者向けの設備も追加された。

#### 過去の使用車両（トロッコ）
リニューアル前はトロッコ車両のみがアンパンマン仕様で、控車は「瀬戸大橋トロッコ」時代と同様に国鉄色風塗装のキハ185形が使われていた。
2011年にトロッコ車のみ内装をリニューアルし、アンパンマン像などの設置や車内イラストの変更が行われた。さらに2015年には控車もアンパンマン仕様とされるとともに、2両を統一した白系の塗装（現行）に変更された。

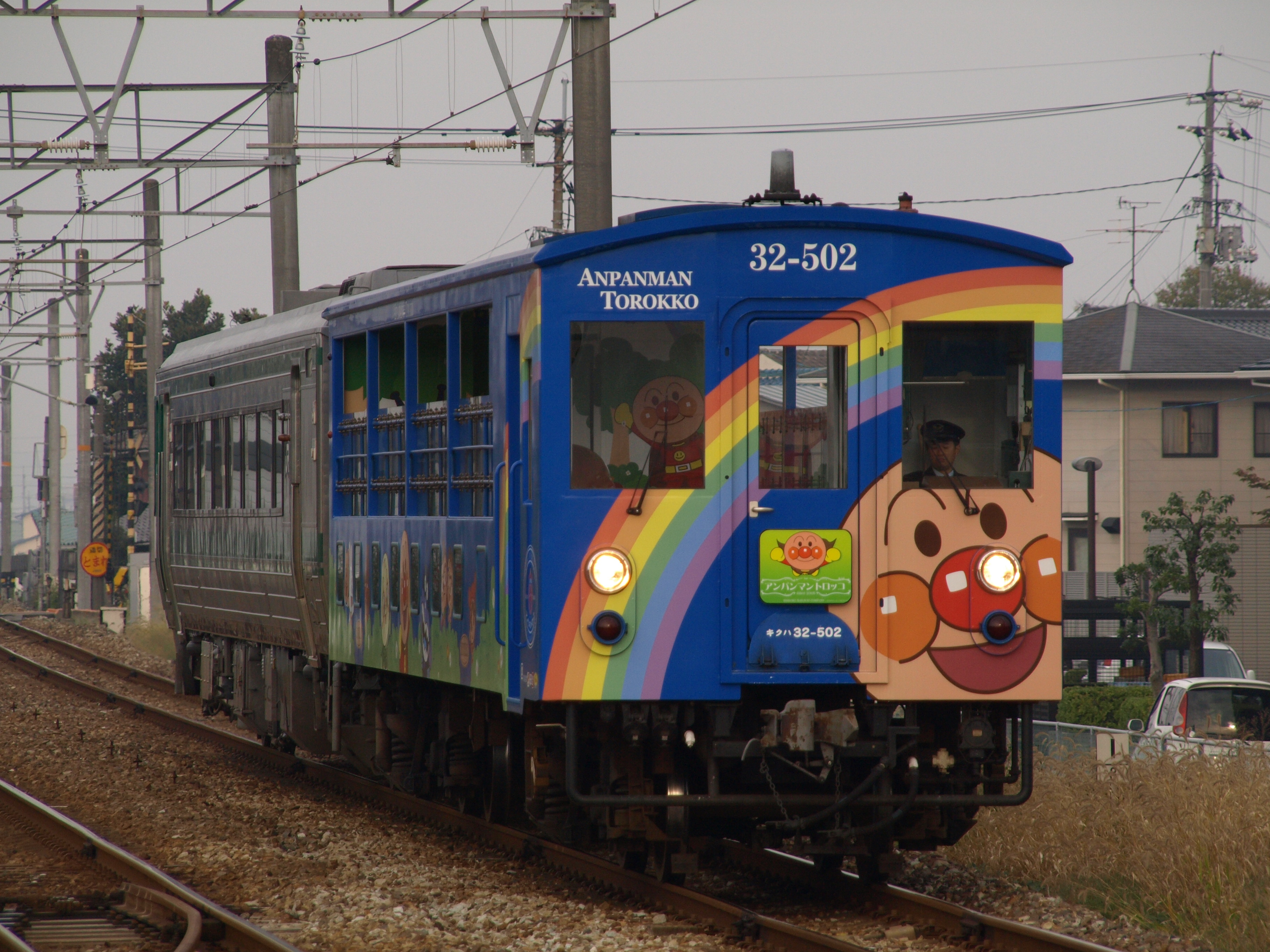
リニューアル前の形態（2011年11月）

### 東日本大震災被災地での運行
2012年2月7日、「子供たちへ笑顔と元気をお届けする」ことを目的に、アンパンマントロッコの車両を東日本大震災の被災地で運行する共同事業「アンパンマントロッコにのろう!」を行うことが東日本旅客鉄道（JR東日本）・四国旅客鉄道（JR四国）・日本貨物鉄道（JR貨物）の連名で発表された。応募資格は青森県・岩手県・宮城県・福島県・茨城県・千葉県の6県に居住する（県外に一時避難している場合も可）小学生以下の幼児とその保護者を含む4人までで、ウェブサイト上または郵便はがきでの応募・抽選制。トロッコ列車の乗車区間は運賃を含めて無料とされた。
運行は3月から7月にかけて約5か月掛かりで実施された。以下はアンパンマントロッコが招待運行した期間および区間である。
- 3月24日・25日・31日・4月1日：石巻線・東北本線（石巻駅 → 仙台駅）[30]
- 4月8日・14日・15日：気仙沼線・石巻線・東北本線（柳津駅 → 仙台駅）[30]
- 4月21日・22日・28日 - 30日：大船渡線（猊鼻渓駅 - 気仙沼駅）[34]
- 5月5日・6日：釜石線（陸中大橋駅 - 釜石駅）
- 5月12日・13日：山田線（茂市駅 - 宮古駅）[35]
- 5月19日・20日：八戸線（陸中八木駅 - 久慈駅）[36]
- 6月2日・3日：常磐線（水戸駅 - いわき駅）[37]
- 6月9日・10日：水郡線（水戸駅 - 常陸大子駅）[30][38]
- 6月16日・17日：水郡線（水戸駅 - 常陸太田駅）[39]
- 6月30日・7月1日：総武本線・成田線（銚子駅 → 成田駅）[40]

なお、トロッコ車両が不在となる期間の「瀬戸大橋アンパンマントロッコ」は、同じダイヤでゆうゆうアンパンマンカーを使用した「瀬戸大橋ゆうゆうアンパンマンカー」として運転された。

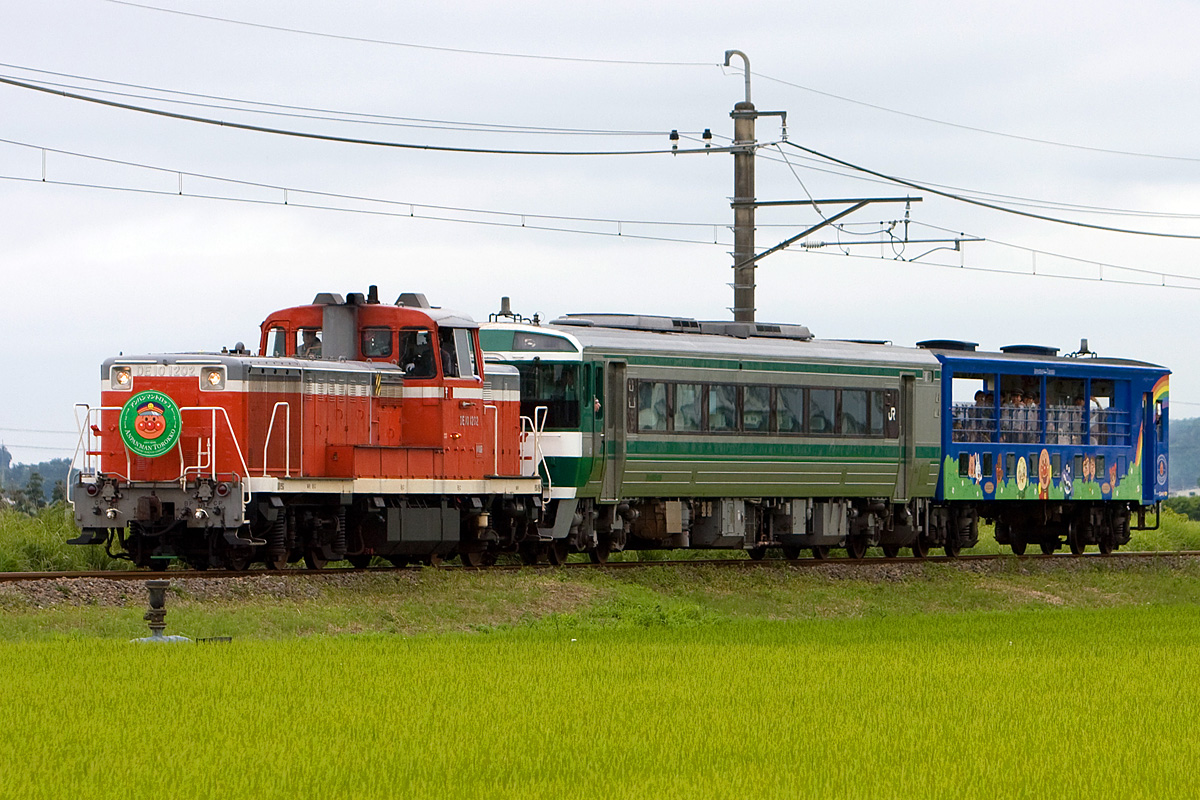
成田線での運行（下総神崎駅 - 大戸駅間）

## 二次交通・観光施設など

### アンパンマンバス

3代アンパンマン路線バス（337-3911）

ジェイアール四国バス（2004年まではJR四国直営）では2000年以降、アンパンマンを車体に描いたバスを運行しており、用途別に以下の3つに大別される。2021年現在では路線バスのみ存在する。
アンパンマン路線バス
2000年10月に初代車両（1両）が大栃線（土佐山田駅 - 美良布〈アンパンマンミュージアム〉間）で運行を開始。2005年10月にはリニューアルとともに6台がラッピングされ、大栃線で運行する車両すべてがアンパンマンバスとなった。その後の車両交代や増備により、2018年4月1日現在では「アンパンマン号」「ばいきんまん号」「ドキンちゃん号」「メロンパンナ号」「ロールパンナ号」の5台が存在している。
アンパンマン貸切バス（終了）
2000年10月に初代車両（1両）が配置され、2007年3月には四国4県に1台ずつ配置される形で増車された。しかし2017年までにジェイアール四国バスの貸切バス事業が全て廃止となったため、現存しない。
アンパンマン高速バス（終了）
神戸ハーバーランドに神戸アンパンマンこどもミュージアム&モールが開業したのに伴い、高松 - 新神戸線と徳島 - 神戸空港線で2013年4月20日から運行されていた。もともと期間限定での設定であり、2016年2月から3月にかけて運転を終了した。

### アンパンマンミュージアムPR電車

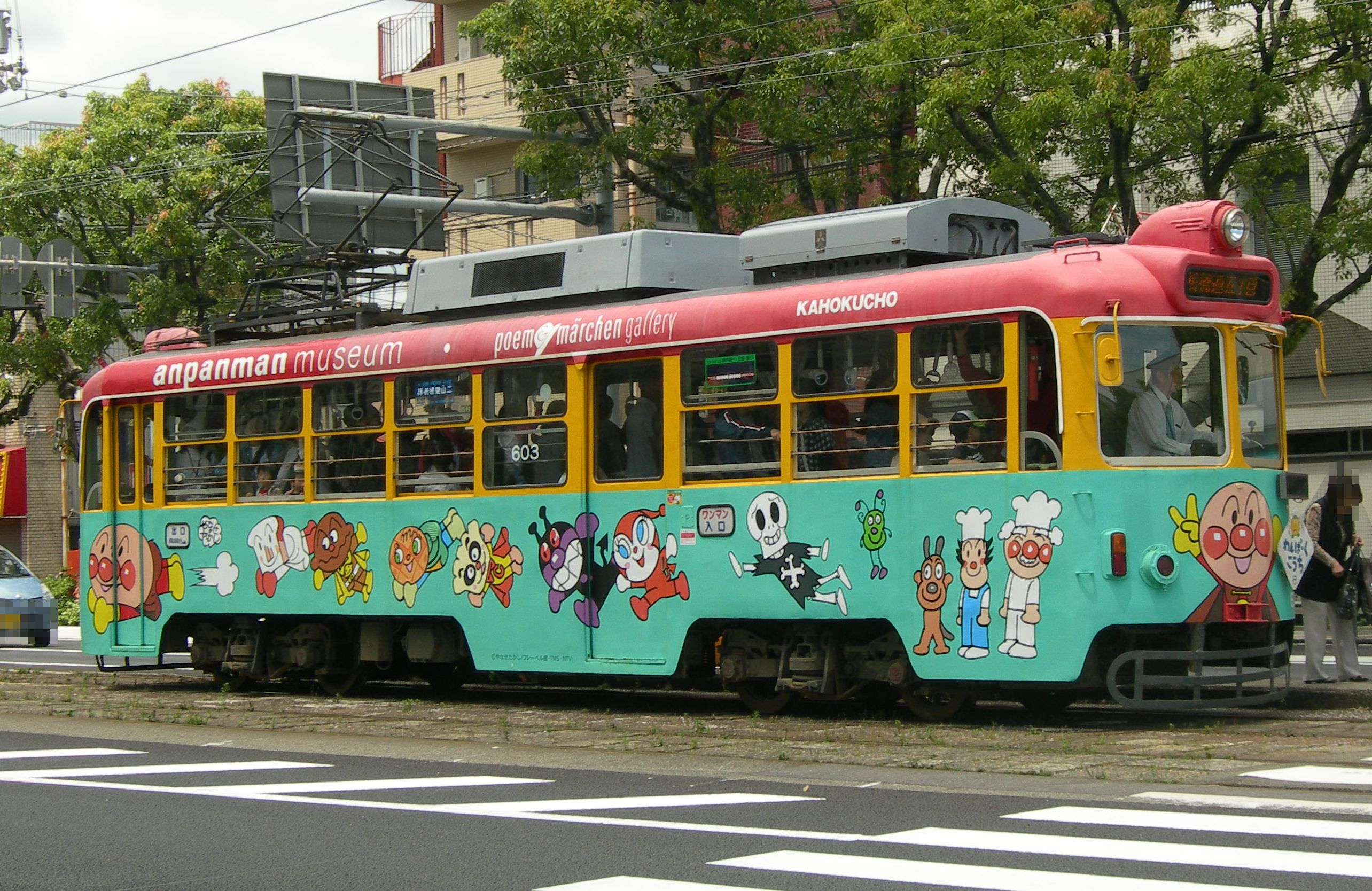
アンパンマンミュージアムPR電車（603、第一弾デザイン）

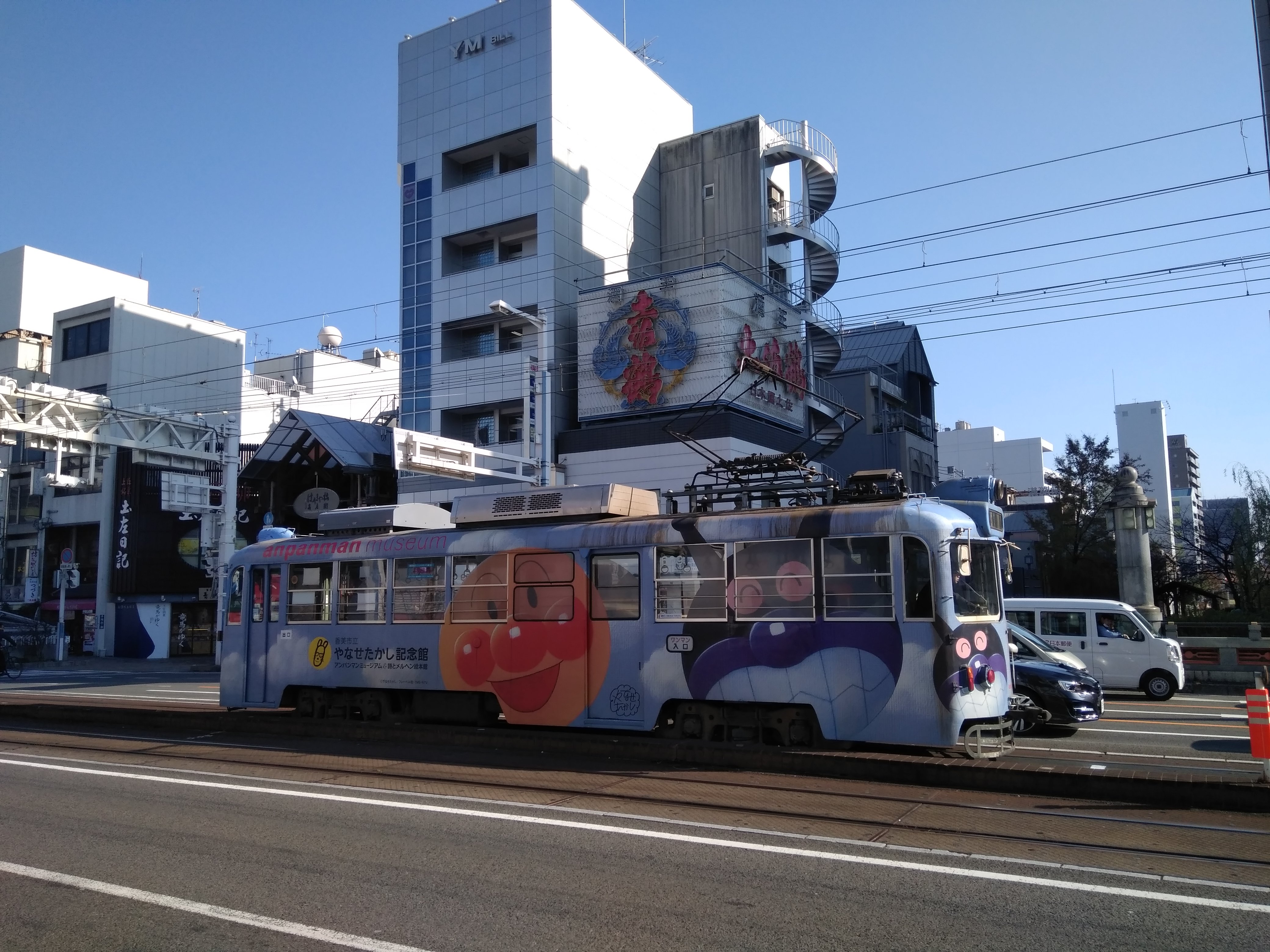
アンパンマンミュージアムPR電車（609、第二弾デザイン）

1996年に開業した「やなせたかし記念館アンパンマンミュージアム」のPRのため、1999年8月9日から土佐電気鉄道（2014年からはとさでん交通）が運行している車両である。2012年には新デザインの車両が登場し、2021年現在2両体制である。
用いられる車両は次々に入れ替わり一定しないが、形式は600形で固定されている。
とさでん交通ではJR四国のアンパンマン列車と乗り継いでの利用を提案している。

### 駅の観光施設
- タカマツオルネの屋上には、キクハ32-502を模した椅子や記念撮影スポットが設けられた「アンパンマン列車ひろば」が設けられている[50]。改札外にあるため、列車発着時間帯であれば無料で利用できる。
- 高知駅には、キクハ32-502を模した記念撮影スポットやメッセージ表示のできるジオラマが設けられた「アンパンマン列車ひろば」が設けられている[51]。改札内にあるため、利用には当日有効な乗車券または入場券が必要である。
- 高松駅・土佐山田駅・徳島駅・松山駅・伊予西条駅のホームには、特別デザインの駅名標とともにアンパンマン達の像が置かれた記念撮影用のベンチが設置されている[52]。いずれも改札内のため、利用には当日有効な乗車券または入場券が必要である。

### その他
- アンパンマン列車の乗客へのプレゼントとして、JR四国主催の「それいけ! アンパンマンミュージカル」が四国各地で開催されている[53]。ワープ主催のツアー参加者は必ず参加できるほか、一般客にも電子メールによる抽選制で無料招待を行っている[54]。
- アンパンマン列車や駅を使ったキャラクターイベント「アンパンマン列車スタンプラリー」を期間限定で実施しており[55]、期間中はアンパンマンのキャラクターを描いたスタンプを駅・列車・レジャー施設に設置している。第1回は2001年春[56]で、2022年3月時点で28回開催されている[57]。
- 2004年度よりアンパンマンのキャラクターを描いた記念改札印を、駅・列車に設置している[58]。
- JRホテルクレメント高松には1室限定で「アンパンマンルーム」が設けられており、アンパンマンミュージアム観光での利用を提案している[59]。

## 歴史

### 登場に至る経緯
JR四国は民営化以降も高速道路の延伸や少子高齢化による利用客の減少に悩まされており、特に土讃線では1998年の豪雨災害による長期不通が響いて利用者が高速バスやマイカーに転移し、窮地に立たされていた。このような状況下、再開後の利用促進のため「原作者のやなせたかしが土讃線の通る高知県出身であること」「キャラクターの道徳性・人間性が鉄道の公共性などに合致すること」などから、やなせをはじめとした版権者の協力のもと『それいけ!アンパンマン』を題材とした列車を運行することになった。
運行開始の2000年10月14日には高知駅で出発式が行われ、やなせも出席。ホームではドリーミングによる『アンパンマンのマーチ』の歌唱も行われ、やなせは多くの利用客が喜ぶ姿にいたく感動していたという。
当初は土讃線のみの予定だったが、やなせの意向も受けて「鉄道で四国をアンパンマンワールドに」のコンセプトで四国各地でアンパンマン列車を運行することに決定。その後予讃線を皮切りに増加していき、2021年現在4系統が運行されている。

### 年表
- 2000年
  - 10月14日 - 土讃線アンパンマン列車（1号）がデビュー[61]。やなせたかしが高知駅の一日駅長を務め、同駅で出発式を開催[60]。
- 2001年
  - 3月3日 - 土讃線アンパンマン列車2号がデビュー[61][5]。
  - 10月1日 - 予讃線アンパンマン列車がデビュー[62]。
  - 10月 - 土讃線アンパンマン列車が1回目のリニューアルを受けて運行開始[5]。
- 2002年
  - 10月
    - 土讃線アンパンマン列車が2回目のリニューアルを受けて運行開始[5]。
    - 予讃線アンパンマン列車が1回目のリニューアルを受けて運行開始[5]。
    - ゆうゆうアンパンマンカーがデビュー[5]。
- 2003年
  - 10月 - 土讃線アンパンマン列車が3回目のリニューアルを受けて運行開始[5]。
- 2005年
  - 10月 - 予讃線アンパンマン列車が車内の改装を受け、アンパンマンシートが設置される[5]。
- 2006年
  - 10月6日 - 瀬戸大橋アンパンマントロッコがデビュー[30]。
- 2007年
  - 10月 - ゆうゆうアンパンマンカーが1回目のリニューアルを受けて運行開始[5]。
- 2008年
  - 10月 - 土讃線アンパンマン列車が車内の改装を受け、アンパンマンシートが設置される[5]。
- 2009年
  - 10月 - 土讃線アンパンマン列車が4回目のリニューアルを受けて運行開始[5]。
- 2010年
  - 10月16日 - 予讃線アンパンマン列車への2回目のリニューアルが完了し、松山駅で出発式が行われる[63]。
- 2011年
  - 10月 - 瀬戸大橋アンパンマントロッコが車内の改装を受け、アンパンマン像などが設置される[5]。
- 2012年
  - 3月24日 - 7月8日 - 「アンパンマントロッコにのろう!」事業に伴い、瀬戸大橋アンパンマントロッコを東北地方・関東地方で運転（詳細は前述）。
  - 11月9日 - 予讃線アンパンマン列車への3回目のリニューアルが完了し、岡山駅で出発式が行われる[64]。
- 2015年
  - 3月21日 - 8000系アンパンマン列車が運行開始。これに伴い既存の予讃線アンパンマン列車は8両減車し、宇和海アンパンマン列車として「宇和海」専属に変更[65]。
- 2016年
  - 3月26日 - 瀬戸大橋アンパンマントロッコがリニューアルを受けて運行開始。これに伴い座席等級が普通車指定席からグリーン車指定席に格上げ[66]。
- 2017年
  - [0月14日 - ゆうゆうアンパンマンカーが2回目のリニューアルを受けて運行開始[67]。
- 2019年
  - 9月28日 - 宇和海アンパンマン列車がリニューアル（予讃線アンパンマン列車としては4回目）を受けて運行開始[68]。
- 2020年
  - 7月18日 - この日をもって土讃線アンパンマン列車の定期運用が2000系から2700系に交代となる[7][69]。
- 2023年
  - 6月14日 - アンパンマン列車の利用客100万人達成を記念し、記念列車が運行された[70]。